# Lợn rừng

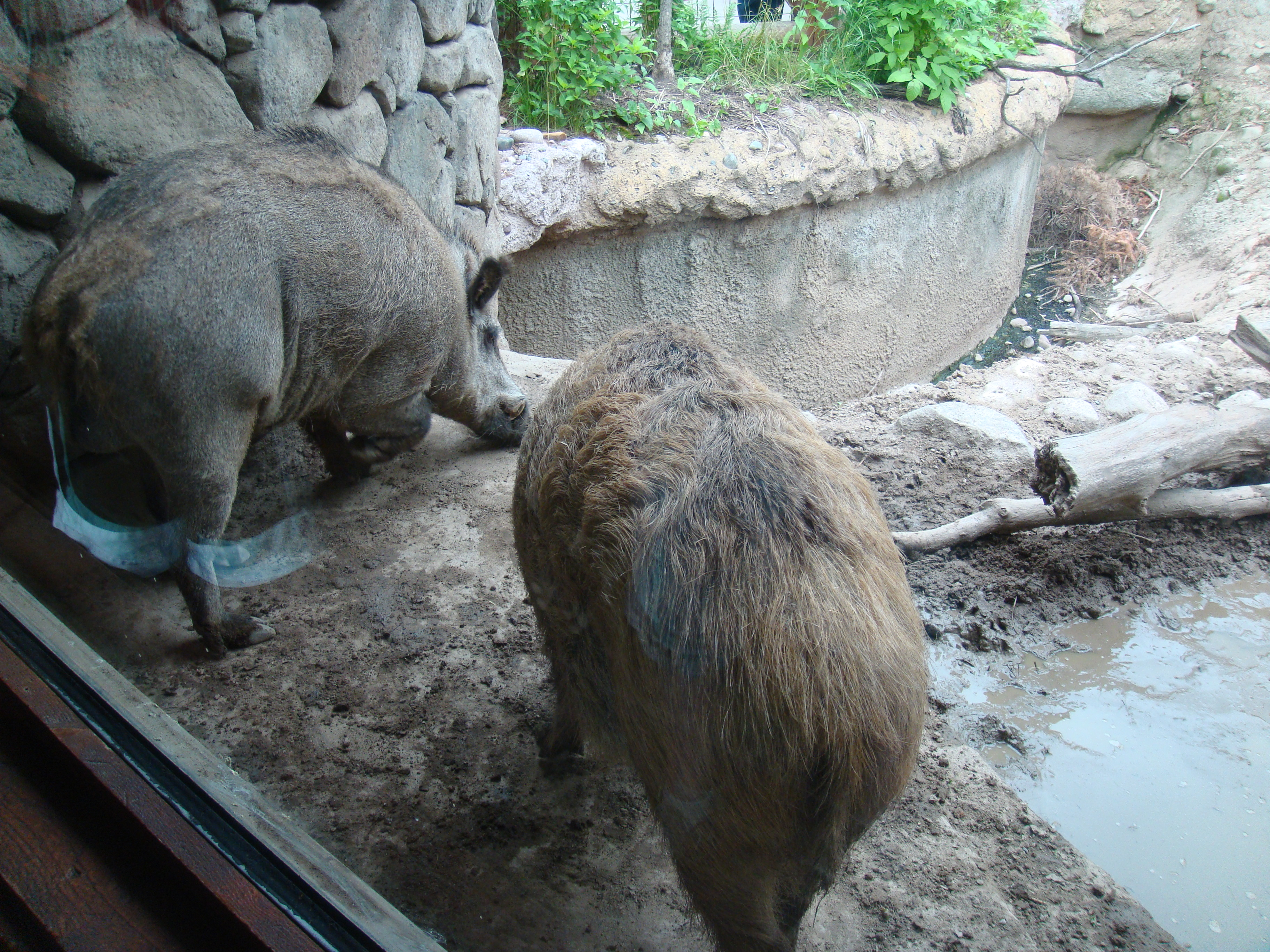
Hai con lợn rừng

Lợn rừng hay heo rừng (Sus scrofa) còn được gọi là lợn lòi là một loài lợn sinh sống ở lục địa Á-Âu, Bắc Phi, và quần đảo Sunda Lớn. Con người đang làm cho phạm vi phân bố của chúng rộng thêm, làm chúng trở thành một trong những loài động vật có vú có phạm vi phân bố lớn nhất. Chúng được IUCN xếp là loài ít quan tâm. Có lẽ lợn rừng sinh sống ở vùng Nam-Đông Á vào Pleistocen sớm, và hiện nay có mặt hầu như khắp Cựu Thế giới.
Tính tới năm 2005, có 16 phân loài được công nhận, được chia thành ba nhóm dựa trên chiều cao hộp sọ và chiều dài xương tuyến lệ. Loài này sống theo nhóm mẫu hệ gồm các con đực non, con cái và con của chúng. Con đực trưởng thành thường sống đơn độc trừ khi vào mùa sinh sản. Sói xám là thiên địch chính của lợn rừng trong một số phạm vi nhất định của chúng. Chúng là tổ tiên của hầu hết các giống lợn nhà và là một loài thú săn trong hàng nghìn năm.

## Thuật ngữ
Khi lợn rừng thật sự trở nên tuyệt chủng ở Anh trước thời hiện đại, các thuật ngữ tương tự thường được sử dụng cho cả lợn rừng và lợn nhà, đặc biệt là những con lợn hoang dã cỡ lớn hoặc trung bình. Lợn rừng của Anh bắt nguồn từ thanh tiếng Anh cổ, được cho là có nguồn gốc từ Chi ngôn ngữ German phía Tây * bairaz, không rõ nguồn gốc. "Boar" đôi khi được sử dụng đặc biệt để chỉ lợn đực, và cũng có thể được sử dụng để chỉ lợn đực thuần hóa, đặc biệt là đực giống chưa được thiến.
'Sow', tên truyền thống của lợn cái, một lần nữa xuất phát từ tiếng Anh cổ và tiếng Đức; nó xuất phát từ Proto-Đông Âu, và có liên quan đến tiếng Latin và tiếng Hy Lạp và gần gũi hơn với tiếng Đức hiện đại. Lợn con có thể được gọi là 'piglet'.

### Tên bản địa
| Ngôn ngữ        | Tên                                                               |
| --------------- | ----------------------------------------------------------------- |
| Ả Rập           | Khanzir                                                           |
| Miến Điện       | Tan-wet                                                           |
| Hy Lạp          | Αγριογούρουνο (agriogourouno)                                     |
| Kannada         | Handi Mikka Jewadi                                                |
| Pháp            | Sanglier Laie                                                     |
| Đức             | Wildschwein Wildsau Sau Schwarzwild Keiler Bache Frischling       |
| Estonia         | Metssiga                                                          |
| Gondi           | Paddi                                                             |
| Hindi           | Soor Suar Bura-janwar Bad-janwar Barhar                           |
| Ireland         | Torc fiadhain                                                     |
| Ý               | Cinghiale                                                         |
| Malay           | Babi Hutan                                                        |
| Marathi         | Dukar                                                             |
| Ba Tư           | گراز (guraz) کوک (kuk)                                            |
| Piemonte        | Cinghial Crin sërvaj Grin Porch singhial Singrié Singlé Tass crin |
| Sinhala         | Waluras                                                           |
| Tamil           | Panri                                                             |
| Telugu          | Pandi                                                             |
| Thổ Nhĩ̉ Kỳ      | Domuz Yaban domuzu                                                |
| Scottish Gaelic | Fiadh-Chullach Fiadh-Thorc Fiad Mhuc                              |

### Thuật ngữ săn bắn
Trong thuật ngữ săn bắn, lợn rừng được chỉ định những cách gọi khác nhau tùy theo độ tuổi của chúng:
| Chỉ định                     | Tuổi        | Hình ảnh |
| ---------------------------- | ----------- | -------- |
| Squeaker                     | 0–10 tháng  |          |
| Juvenile                     | 10–12 tháng |          |
| Pig of the sounder           | Hai tuổi    |          |
| Boar of the 4th/5th/6th year | 3–5 tuổi    |          |
| Old boar                     | 6 tuổi      |          |
| Grand old boar               | Hơn 7 tuổi  |          |
| "Solitary boar"              |             |          |

## Phân loại và tiến hóa
Các nghiên cứu của MtDNA cho thấy lợn rừng có nguồn gốc từ các hòn đảo ở Đông Nam Á như Indonesia và Philippines, và sau đó lan sang lục địa Á-Âu và Bắc Phi. Phát hiện hóa thạch sớm nhất của loài này đến từ cả châu Âu và châu Á, và có niên đại từ Pleistocen sớm. Đến cuối Villafranchian, S. scrofa phần lớn di dời S. strozzii có liên quan, một tổ tiên suid có khả năng thích ứng với đầm lầy sang loài S. verrucosus hiện đại trên toàn lục địa Á-Âu, khiến số lượng của nó giảm đi ở châu Á. Họ hàng hoang dã gần nhất của nó là con lợn râu Borneo của Malacca và những hòn đảo xung quanh khu vực này.

### Phân loài

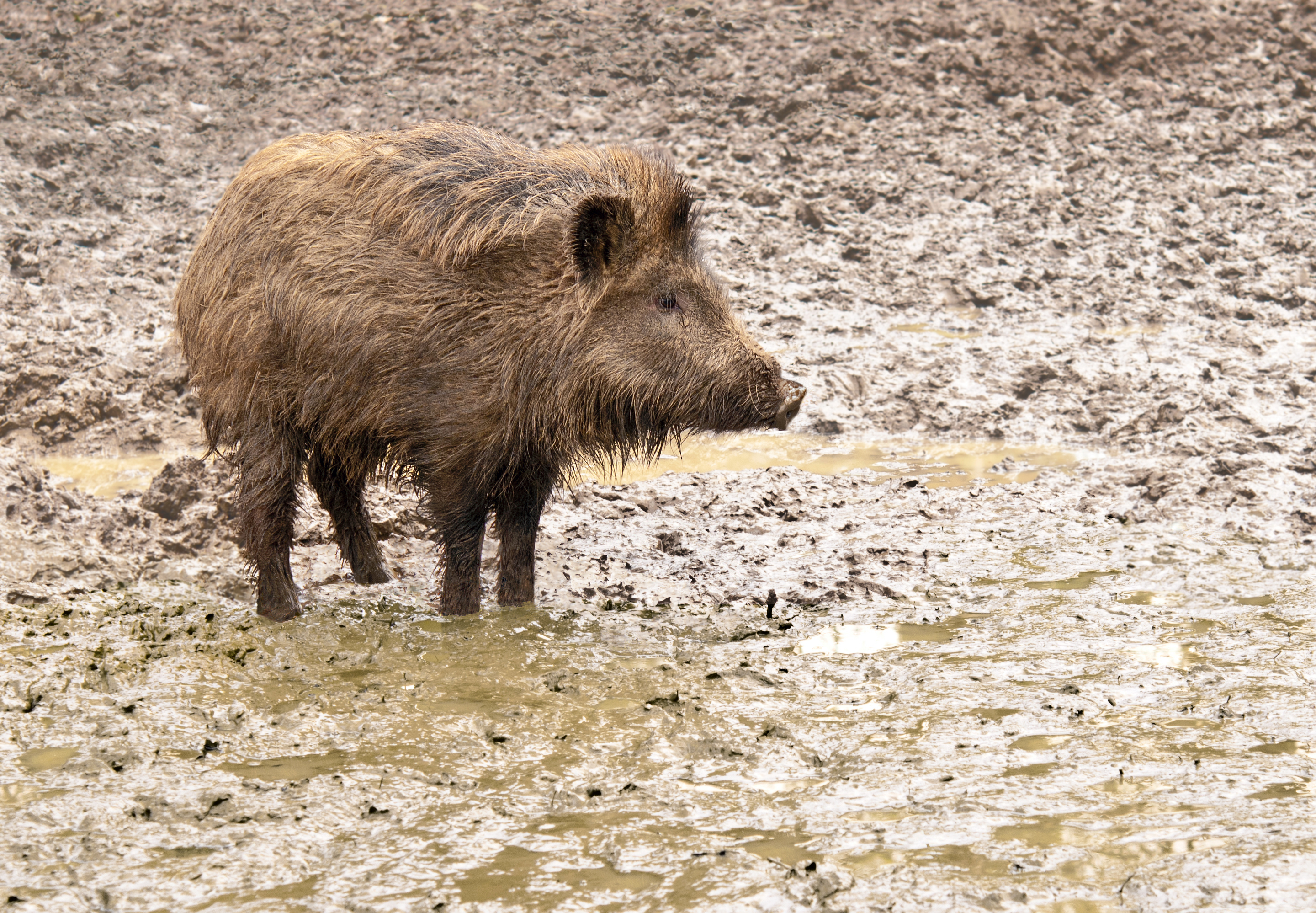
Một con lợn rừng ở Đức

- S. s. scrofa
- S. s. algira
- S. s. attila
- S. s. cristatus
- S. s. davidi
- S. s. leucomystax
- S. s. libycus
- S. s. majori
- S. s. meriodionalis
- S. s. moupinensis
- S. s. nigripes
- S. s. riukiuanus
- S. s. sibiricus
- S. s. taivanus
- S. s. ussuricus
- S. s. vittatus

## Thuần hóa

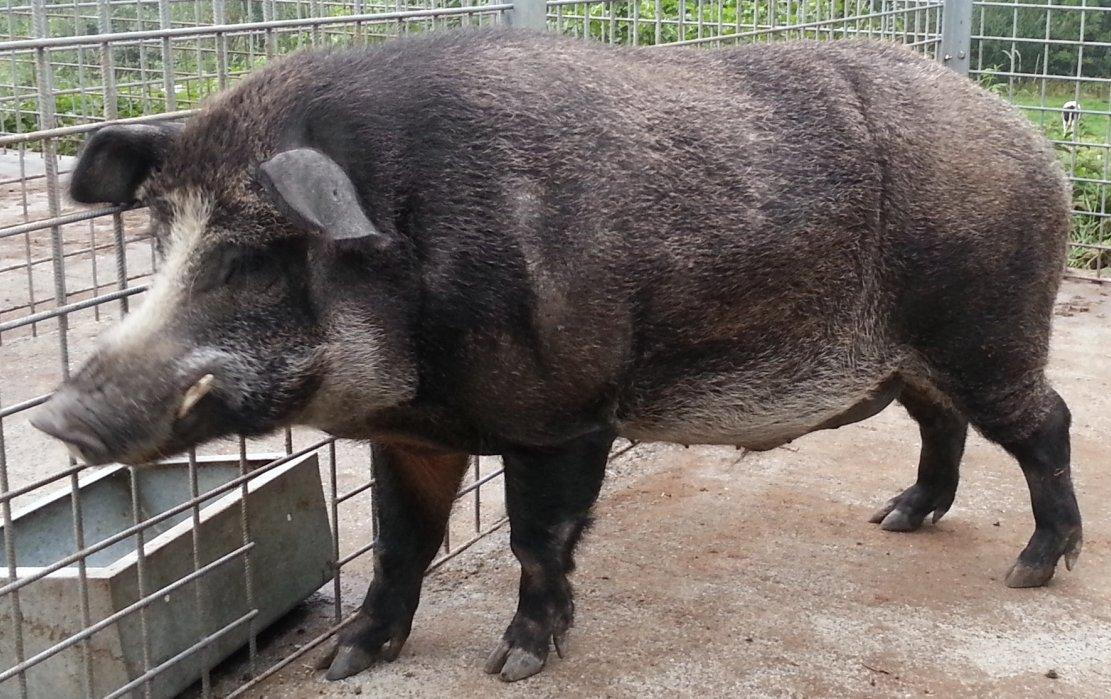
Một con lợn rừng được thuần hóa gọi là lợn rừng lai

Ngoại trừ lợn nhà ở Timor và Papua New Guinea (dường như là hậu duệ của lợn Sulawesi warty), heo rừng là tổ tiên của hầu hết các giống lợn. Các bằng chứng khảo cổ cho thấy lợn được thuần hóa từ heo rừng vào khoảng 13.000–12.700 trước Công nguyên ở vùng Cận Đông trong lưu vực sông Tigris được quản lý trong tự nhiên theo cách tương tự như cách chúng được quản lý bởi một số người New Guinea hiện đại. Phần còn lại của lợn đã xuất hiện sớm hơn 11.400 trước Công nguyên ở Síp. Những loài động vật này phải được đưa ra từ đất liền, cho thấy sự thuần hóa ở đất liền kề sau đó. Cũng có một sự thuần hóa riêng biệt ở Trung Quốc diễn ra cách đây khoảng 8000 năm.
Bằng chứng DNA từ phần còn lại của hóa thạch và răng hàm của những con lợn đá mới cho thấy những con lợn nhà đầu tiên ở châu Âu đã được đưa từ vùng Cận Đông. Điều này kích thích sự thuần hóa của lợn rừng châu Âu địa phương dẫn đến một sự kiện thuần hóa thứ ba với các gen Cận Đông chết trong quần thể lợn châu Âu. Lợn thuần hóa hiện đại đã được tham gia vào việc trao đổi phức tạp, với các dòng thuần hóa của châu Âu được xuất khẩu lần lượt đến vùng Cận Đông cổ đại. Các ghi chép lịch sử cho thấy lợn Châu Á được đưa vào châu Âu trong thế kỷ 18 và đầu thế kỷ 19. Lợn nhà thường có chân sau phát triển hơn tổ tiên lợn rừng, đến 70% trọng lượng cơ thể tập trung ở phía sau, ngược lại với heo rừng, nơi hầu hết các cơ đều tập trung vào đầu và vai.

## Đặc điểm

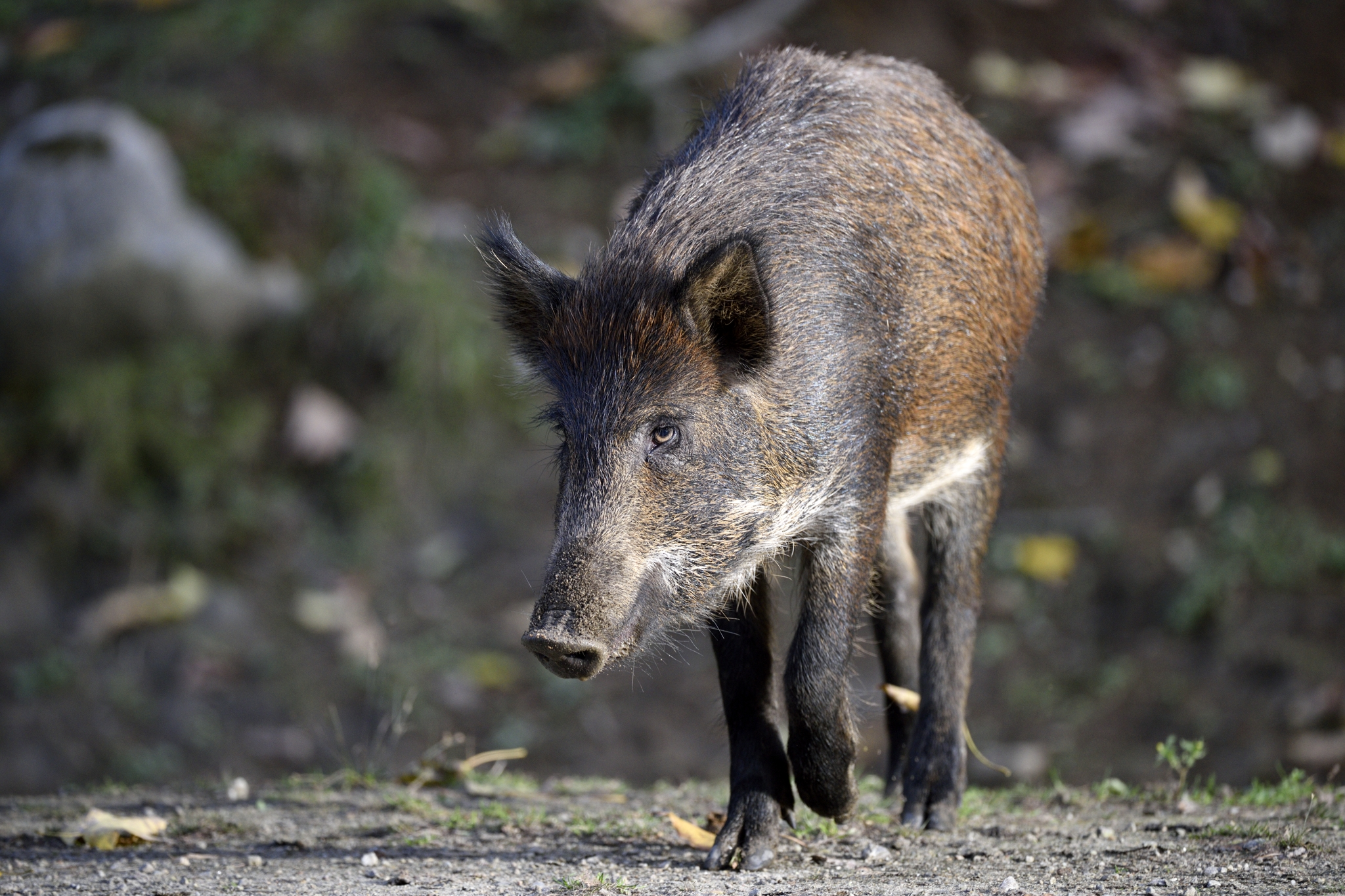
Một con lợn rừng

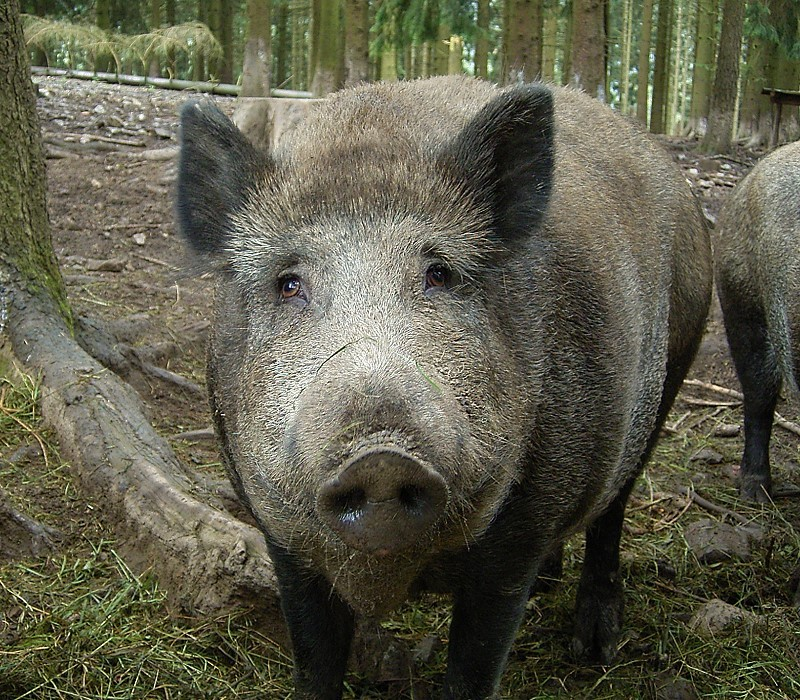
Lợn rừng ở Nhật

Lợn rừng có một thể trạng to lớn, với đôi chân ngắn và tương đối mỏng. Thân ngắn và to, trong khi chân sau tương đối kém phát triển. Khu vực phía sau những cái bả vai mọc lên một bướu, và cổ ngắn và dày, đến mức gần như bất động. Đầu của con vật rất lớn, chiếm đến một phần ba toàn bộ chiều dài của cơ thể. Cấu trúc của đầu là rất thích hợp cho việc đào bới. Đầu hoạt động như một máy cày, trong khi các cơ cổ rất khỏe cho phép con vật đào đất: nó có khả năng đào 8–10 cm (3.1–3.9 in) vào đất bị đóng băng và có thể lật lên những tảng đá nặng 40– 50 kg (88–110 lb). Đôi mắt nhỏ và sâu, và đôi tai dài và rộng.
Các móng guốc ở giữa lớn hơn và kéo dài hơn những cái bên, và có khả năng di chuyển nhanh. Lợn rừng có thể chạy ở tốc độ tối đa 40 km/h và nhảy ở độ cao 140–150 cm (55–59 in). Dị hình giới tính là rất rõ rệt trong loài, với con đực thường lớn hơn 5-10% và nặng hơn 20-30% so với con cái. Lợn đực cũng có một bộ bờm chạy xuống phía sau cơ thể, đặc biệt rõ ràng trong mùa thu và mùa đông. Trong giai đoạn sinh sản, con đực phát triển một lớp mô dưới da, dày 2–3 cm (0,79–1,18 in), kéo dài từ các bả vai đến mông, do đó bảo vệ các cơ quan quan trọng trong khi chiến đấu. Con đực có một bao kích thước gần bằng trứng gần lỗ mở của dương vật, thu thập nước tiểu và phát ra một mùi hương. Chức năng này của chúng chưa được hiểu đầy đủ.
Loài này đã phát triển tốt răng nanh, nhô ra từ miệng của con đực trưởng thành. Răng nanh cũng nổi bật hơn nhiều ở con đực và phát triển trong suốt cuộc đời. Các răng nanh trên tương đối ngắn và phát triển ngang vào lúc đầu, mặc dù dần dần cong lên trên. Răng nanh thấp hơn nhiều và dài hơn, với các bộ phận tiếp xúc dài 10–12 cm (3,9–4,7 in), đây là thứ vũ khí rất lợi hại của chúng để chống lại kẻ thù và cũng là 1 điểm khác biệt lớn so với lợn nhà và với cặp răng nanh này, một con lợn rừng to hoàn toàn có khả năng giết chết một con hổ nếu như con hổ sơ ý. Tuy nhiên trong một cuộc chiến tay đôi với hổ, loài thiên địch chuyên săn lợn rừng thì hổ thường tạo tư thế đứng chếch ngang rồi quay sang vít đầu lợn xuống đất để vô hiệu hóa chiếc mồm với cặp răng này, tạo thế thượng phong.
Kích thước và trọng lượng của lợn rừng trưởng thành chủ yếu được xác định bởi các yếu tố môi trường; lợn đực sống ở các vùng khô cằn, năng suất thấp có xu hướng đạt kích thước nhỏ hơn so với các đối tượng sống ở những vùng có nhiều thức ăn và nước. Ở hầu hết châu Âu, con đực có trọng lượng trung bình 75–100 kg (165–220 lb), chiều cao vai 75–80 cm (30–31 in) và chiều dài cơ thể 150 cm (59 in), trong khi con cái trọng lượng trung bình 60–80 kg (130–180 lb), chiều cao vai 70 cm (28 in) và chiều dài cơ thể 140 cm (55 in). 

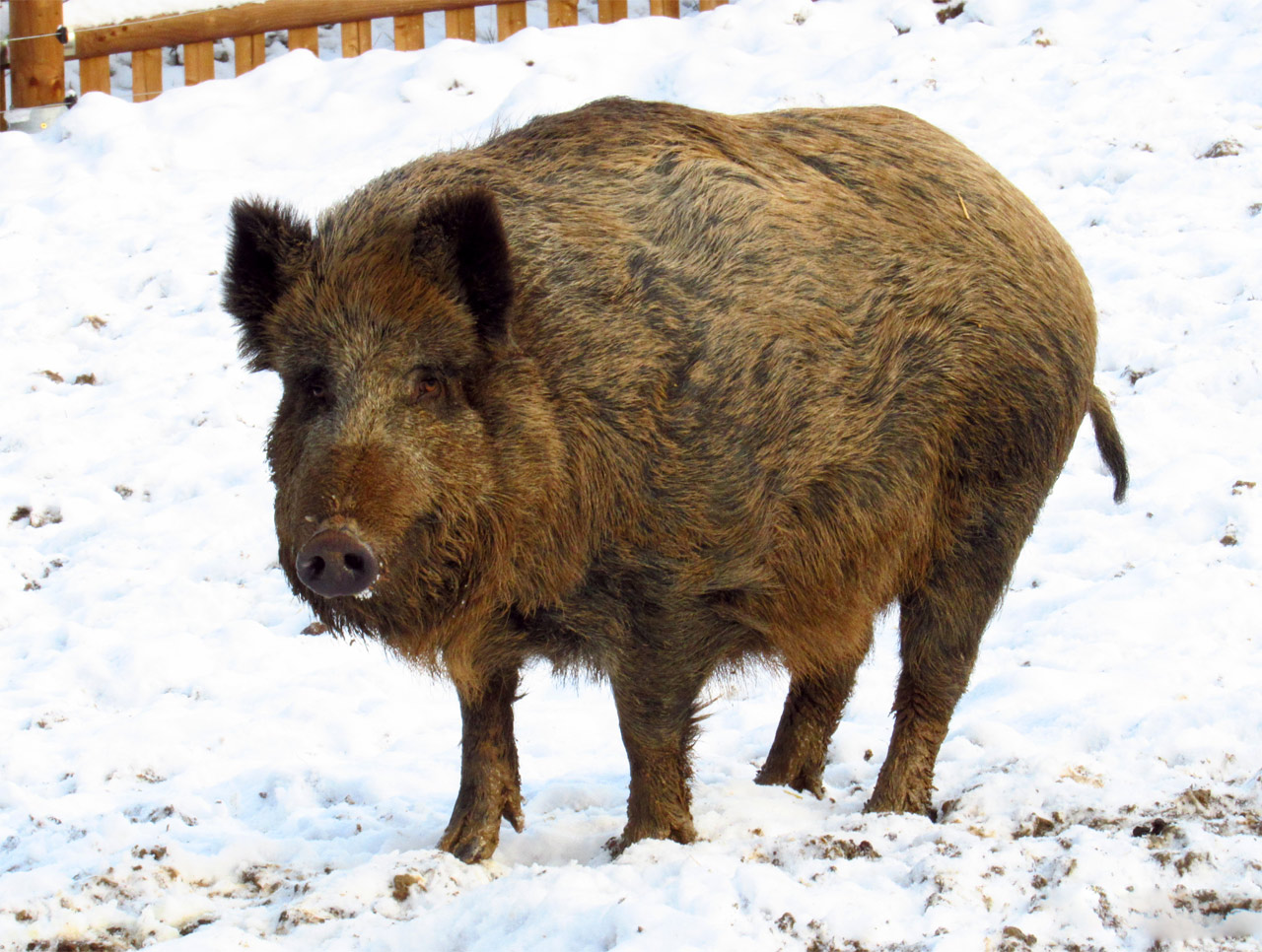
Lợn rừng ở Nga

Ở các vùng Địa Trung Hải của châu Âu, con đực có thể đạt trọng lượng trung bình thấp tới 50 kg (110 lb) và cái 45 kg (99 lb), với chiều cao vai 63–65 cm (25–26 in). Ở các khu vực Đông Âu, con đực có trọng lượng trung bình 110–130 kg (240–290 lb), chiều cao vai 95 cm (37 in) và chiều dài cơ thể 160 cm (63 in), trong khi con cái nặng 95 kg (209 lb), đạt tới 85–90 cm (33–35 in) ở chiều cao vai và 145 cm (57 in) trong chiều dài cơ thể. Ở Tây và Trung Âu, nam giới lớn nhất nặng 200 kg (440 lb) và nữ 120 kg (260 lb).
Ở Đông Bắc Á, những con đực lớn có thể đạt kích cỡ gấu nâu, nặng 270 kg (600 lb) và đo chiều cao vai 110–118 cm (43–46 in). Một số con đực trưởng thành ở Ussuriland và Mãn Châu đã được ghi nhận cân nặng 300–350 kg (660–770 lb) và đo chiều cao vai 125 cm (49 in). Con lợi rừng lớn nhất được ghi nhận có tên là Hogzilla II với trọng lượng cơ thể đạt 450 kg, chiều dài lên đến khoảng 2,8m, bắp đùi của nó to tương đương với lốp xe tải. Lợn rừng có kích thước này thường không bị loài dã thú nào săn bắt. Những con lợn khổng lồ như vậy là rất hiếm trong thời hiện đại, do những cuộc săn bắn trong quá khứ ngăn chặn động vật từ việc đạt được sự tăng trưởng đầy đủ của chúng.
Bộ lông mùa đông bao gồm lông dài, thô được phủ bằng lông lông tơ màu nâu ngắn. Chiều dài của các lông thay đổi dọc theo cơ thể, với ngắn nhất là xung quanh mặt và chân tay và dài nhất chạy dọc theo lưng. Những lông trở lại hình thành bờm nói trên nổi bật ở con đực và đứng dựng lên khi nó bị kích động. Màu sắc rất biến đổi; các mẫu vật xung quanh Hồ Balkhash có màu rất nhẹ, và thậm chí có thể có màu trắng, trong khi một số lợn đực từ Belarus và Ussuriland có thể có màu đen. Một số phân loài có một miếng vá màu sáng chạy ngược từ các góc của miệng. Màu lông cũng thay đổi theo độ tuổi, với heo con có lông màu nâu nhạt hoặc nâu đỏ với những dải màu nhạt trải dài từ hai cánh và lưng.

## Tập tính xã hội

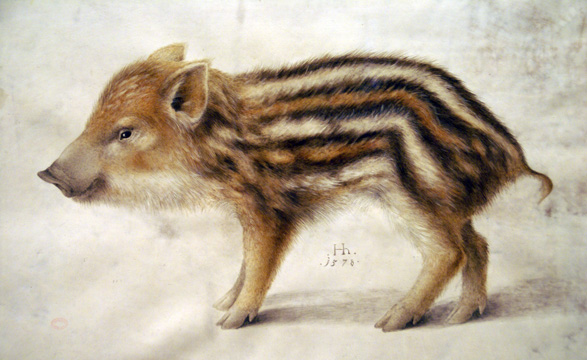
Một con lợn rừng còn non.

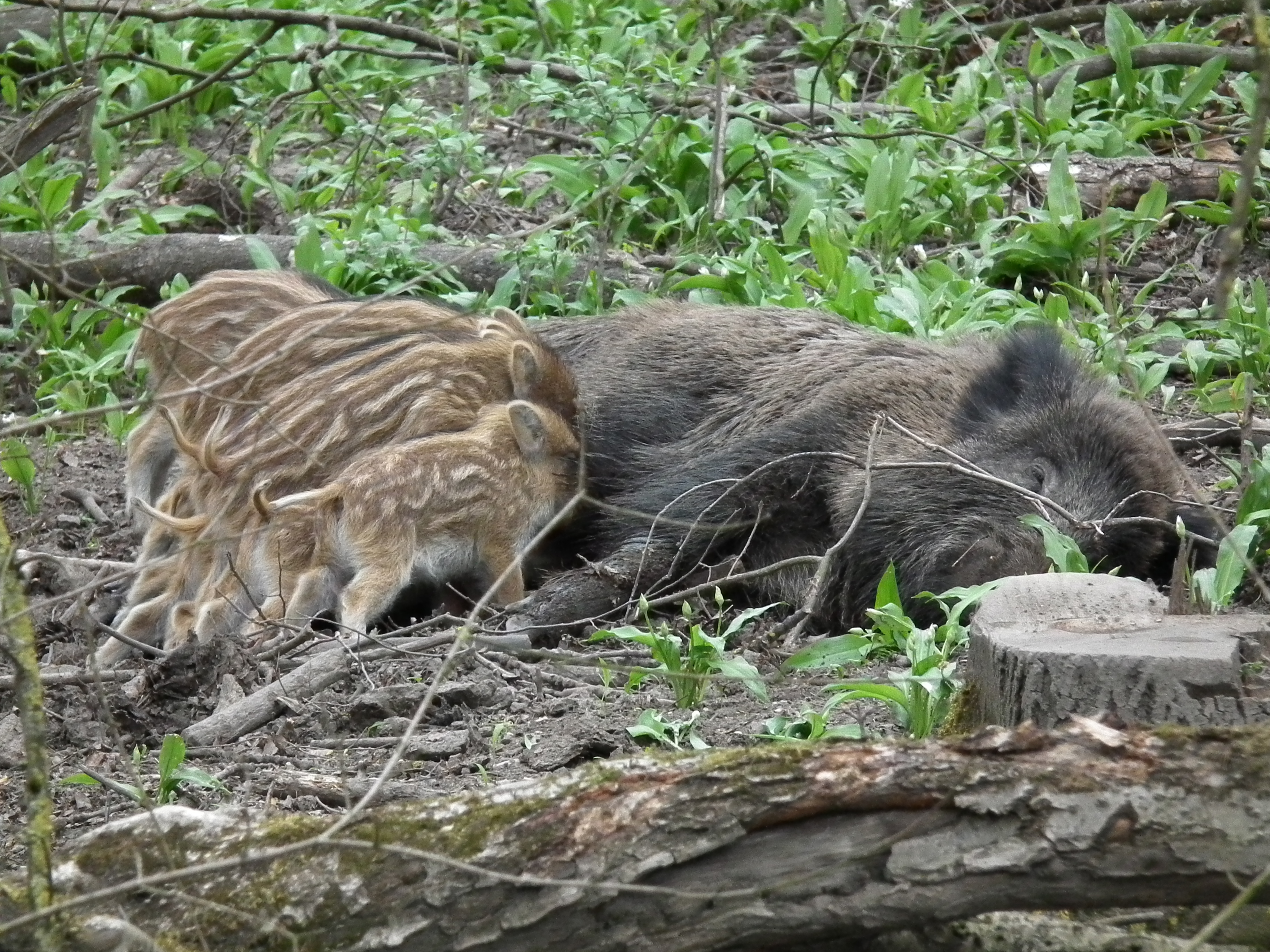
Một con lợn cái đang cho đàn con bú

Heo rừng thường là động vật xã hội, sống trong một đàn có chế độ mẫu quyền bao gồm lợn nái và những con lợn cái còn chưa thành niên dẫn dắt bởi một con lợn cái trưởng thành. Đàn lợn đực để lại âm thanh của chúng ở tuổi 8-15 tháng, trong khi con cái vẫn ở với mẹ hoặc thiết lập lãnh thổ mới gần đó. Đàn con cái có thể sống trong các nhóm đan xen, trong khi những cá thể trưởng thành hoặc nhiều tuổi có xu hướng đơn độc bên ngoài mùa sinh sản.
Thời kỳ sinh sản ở hầu hết các khu vực kéo dài từ tháng 11 đến tháng 1, mặc dù hầu hết giao phối chỉ kéo dài một tháng rưỡi. Trước khi giao phối, con đực phát triển "bộ giáp" dưới da của chúng, để chuẩn bị đối đầu với những đối thủ cạnh tranh bạn tình. Tinh hoàn tăng gấp đôi kích thước và các tuyến tiết ra một chất lỏng màu vàng xốp. Một khi đã sẵn sàng để giao phối, con đực di chuyển một quãng đường dài để tìm kiếm tiếng lợn nái, ăn ít trên đường đi. Khi một âm thanh đã kêu, nó sẽ liên tục đuổi theo lợn nái. Tại thời điểm này, con đực sẽ phải quyết liệt chiến đấu với những con đực khác. Một con đực có thể giao phối với 5-10 lợn nái.
Vào cuối thời kì giao phối, con đực thường bị thương nặng và mất 20% trọng lượng cơ thể của chúng, với vết thương do vết cắn gây ra cho dương vật là phổ biến. Thời gian mang thai thay đổi theo độ tuổi của lợn mẹ mong đợi. Đối với các con lợn trẻ lần đầu tiên, nó kéo dài 114–130 ngày, trong khi nó kéo dài 133–140 ngày ở lợn nái già. Quá trình đẻ diễn ra từ tháng 3 đến tháng 5, với kích thước lứa đẻ tùy thuộc vào độ tuổi và dinh dưỡng của con mẹ. Lợn trung bình bao gồm 4-6 heo con, tối đa là 10-12 con Heo con được nuôi trong một tổ được xây dựng từ cành cây, cỏ và lá. Nếu con mẹ chết sớm, heo con được nuôi bởi những con lợn nái khác.
Lợn con sơ sinh nặng khoảng 600–1.000 gram, thiếu sức chịu đựng và mang một răng sữa và răng nanh trên mỗi nửa hàm. Có sự cạnh tranh khốc liệt giữa cá heo con trên núm vú giàu sữa nhất của heo cái, do khi chúng được bú với nguồn sữa tốt nhất sẽ phát triển nhanh hơn và có sinh lí mạnh hơn. Heo con không rời khỏi hang trong tuần đầu tiên của cuộc đời. Nếu heo mẹ vắng mặt, những con heo con nằm sát nhau. Đến hai tuần tuổi, heo con bắt đầu đi cùng mẹ trên hành trình của mình. Nếu phát hiện nguy hiểm, heo con sẽ né vào heo mẹ hoặc đứng bất động, dựa vào chiếc lông ngụy trang của chúng để giữ chúng ẩn. Bộ lông sơ sinh mất dần sau ba tháng, với màu sắc trưởng thành đạt được sau tám tháng.
Mặc dù thời kỳ cho con bú kéo dài 2,5–3,5 tháng, heo con bắt đầu biểu hiện các hành vi ăn uống của một con trưởng thành ở tuổi 2-3 tuần. Răng vĩnh viễn được hình thành hoàn toàn từ 1–2 năm. Ngoại trừ răng nanh ở con đực, răng ngừng phát triển vào giữa năm thứ tư. Răng nanh ở con đực già tiếp tục phát triển trong suốt cuộc đời của chúng, uốn cong mạnh mẽ khi chúng già đi. Lợn nái đạt được sự trưởng thành về tình dục ở tuổi một năm, với con đực đạt được nó một năm sau đó. Tuy nhiên, động dục thường xảy ra sau hai năm ở lợn nái, trong khi con đực bắt đầu tham gia vào giao phối sau 4-5 năm, vì chúng không được phép giao phối bởi con đực già. Tuổi thọ tối đa trong tự nhiên là 10–14 năm, mặc dù một số cá thể chỉ tồn tại trong vòng 4-5 năm. Lợn rừng nuôi nhốt có thể sống được 20 năm.

## Sinh thái học

### Lối sống

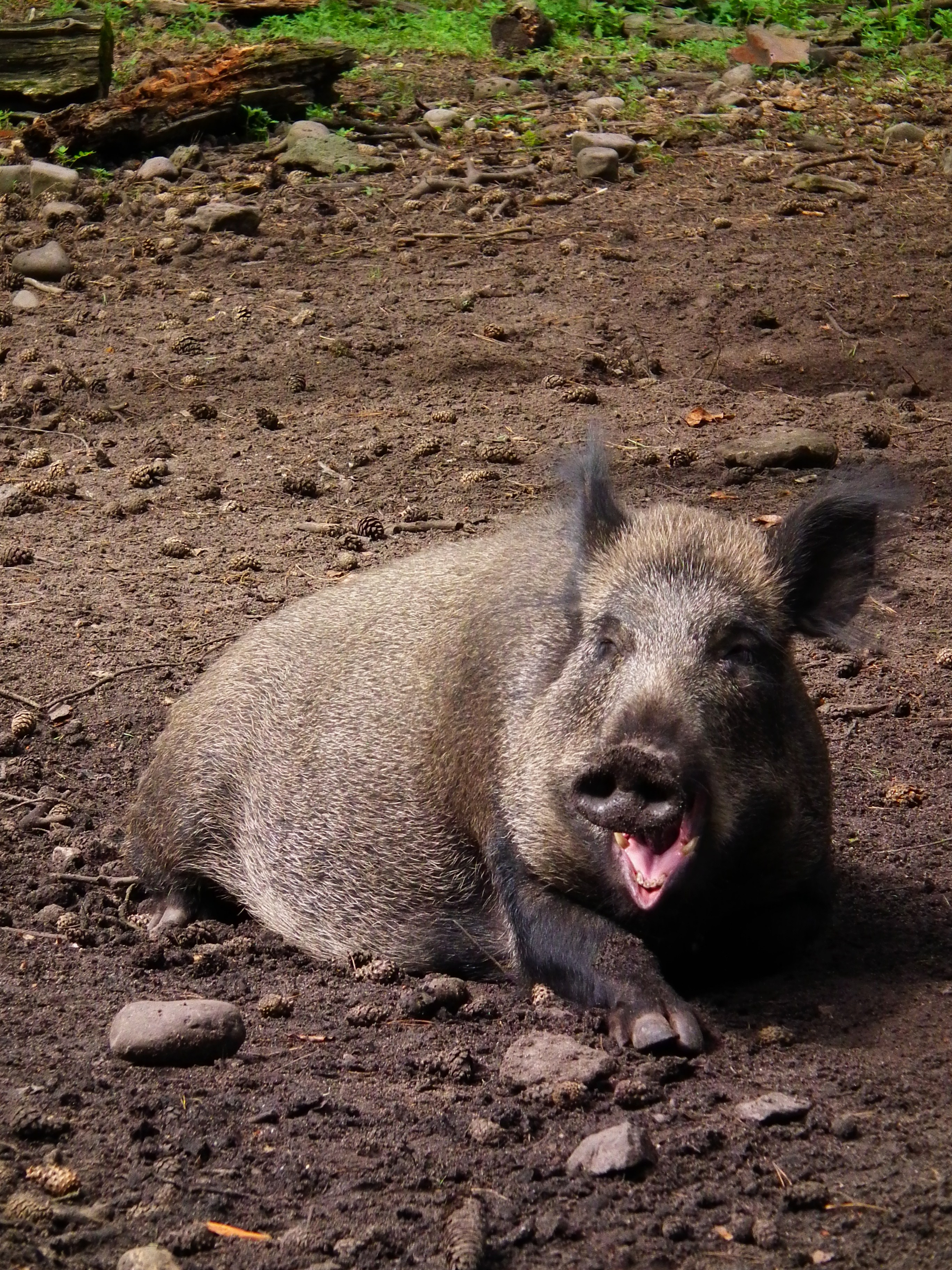
Một con lợn rừng đang tắm bùn

Lợn rừng sinh sống ở một loạt các môi trường sống khác nhau từ những khu rừng taiga đến sa mạc. Ở vùng núi, nó thậm chí có thể chiếm các khu vực núi cao, ở độ cao tới 1.900 mét ở Carpathians, 2.600 mét ở vùng Caucasus và lên tới 3.600-4.000 mét ở vùng núi ở Trung Á và Kazakhstan. Để tồn tại trong một khu vực nhất định, lợn rừng yêu cầu môi trường sống hoàn thành ba điều kiện: các khu vực cung cấp nơi trú ẩn cho chúng để tránh động vật ăn thịt, nước để uống và tắm và thời tiết không có tuyết rơi thường xuyên. Chúng thường có thói quen đầm mình trong bùn vào mùa hè để tạo ra cảm giác mát mẻ và loại bỏ kí sinh trùng trên da.
Các môi trường sống chính được ưa chuộng bởi heo rừng ở châu Âu là rừng rụng lá và hỗn giao, với các khu vực thuận lợi nhất bao gồm rừng bao gồm gỗ sồi và sồi bao quanh đầm lầy và đồng cỏ. Trong rừng Białowieża, môi trường sống chính của chúng bao gồm các khu rừng hỗn giao phát triển tốt, lá rộng và hỗn giao, cùng với rừng hỗn giao đầm lầy, với rừng lá kim và bụi cây có tầm quan trọng thứ cấp. Rừng được tạo thành hoàn toàn bằng những lùm cây sồi và sồi được sử dụng chỉ trong mùa sinh sản. Điều này trái ngược với các vùng núi Caucasian và Transcaucasian, nơi lợn rừng sẽ chiếm các khu rừng chịu quả quanh năm.
Ở các vùng núi của vùng Viễn Đông, loài này sinh sống trong các khu rừng nhiệt đới, rừng hỗn giao đồi núi, nơi có cây sồi Mông Cổ và cây thông Triều Tiên, rừng taiga hỗn hợp đầm lầy và rừng sồi ven biển. Ở Transbaikalia, lợn đực bị giới hạn ở các thung lũng sông với hạt thông và cây bụi. Lợn thường xuyên gặp phải trong hồ trăn trong mùa đông ở một số khu vực của Tajikistan và Turkmenia, trong khi vào mùa xuân họ di cư để mở sa mạc; heo rừng cũng đã sa mạc thuộc địa ở một số khu vực mà chúng đã được giới thiệu. Trên các đảo Komodo và Rinca, lợn rừng chủ yếu sinh sống ở các khu rừng nhiệt đới hoặc hoang mạc, tránh các khu vực rừng rậm, trừ khi được con người theo đuổi.
Lợn rừng được biết đến là những người bơi giỏi, có khả năng che phủ những khoảng cách xa. Vào năm 2013, một con lợn được báo cáo đã hoàn thành việc bơi bảy dặm từ Pháp đến Alderney ở quần đảo Channel. Do lo ngại về mầm bệnh, nó đã bị bắn và đem đi thiêu. Nơi trú ẩn của lợn rừng có chứa vật liệu cách điện như cành cây vân sam và cỏ khô. Những nơi nghỉ ngơi này bị chiếm đóng bởi cả gia đình (mặc dù con đực nằm riêng), và thường nằm ở vùng lân cận của suối, trong rừng đầm lầy, trong cỏ cao hoặc bụi cây bụi. Heo rừng không bao giờ đi vệ sinh trong nơi trú ẩn của chúng, và sẽ tự che phủ mình bằng đất và lá thông để tránh bị bị côn trùng đốt.

### Ăn uống

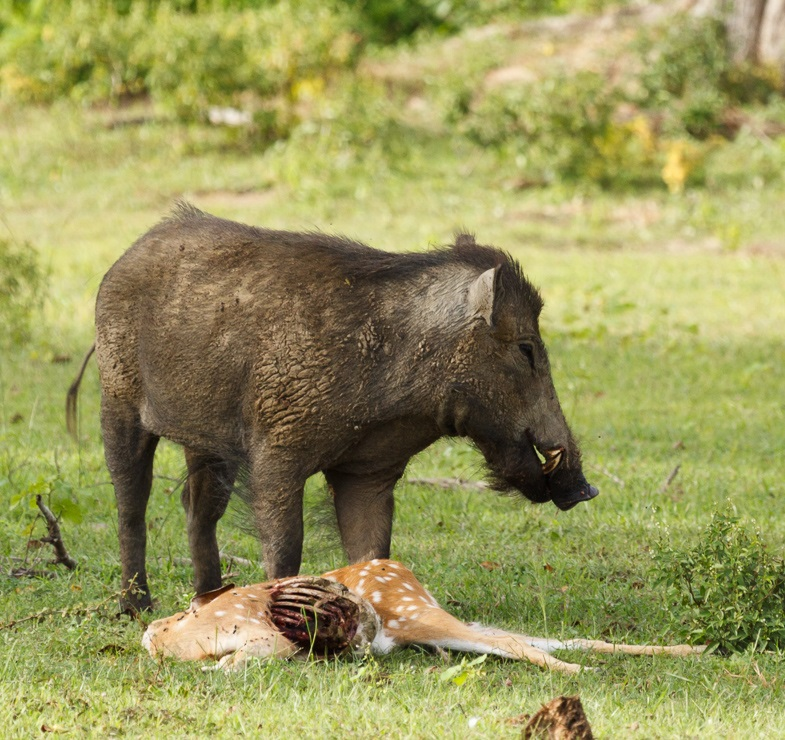
Một con lợn đực Ấn Độ săn được một con hươu đốm con.

Lợn rừng là một loài động vật ăn tạp rất đa năng, có sự đa dạng trong việc lựa chọn các đối thủ thực phẩm của con người. Thức ăn của chúng có thể được chia thành bốn loại:
- Thân rễ, rễ, củ và thân hành, tất cả đều được đào trong suốt cả năm
- Các loại quả kiên, quả mọng và hạt được tiêu thụ khi chín và được đào lên từ tuyết khi đang phong phú.
- Lá, vỏ cây, cành cây và chồi, cùng với rác.
- Giun đất, côn trùng, động vật thân mềm, cá, động vật gặm nhấm, động vật ăn sâu bọ, trứng chim, thằn lằn, rắn, ếch và xác thối. Hầu hết các vật mồi này được lợn rừng tiêu thụ trong thời kỳ ấm áp.

Một con heo rừng 50 kg (110 lb) cần khoảng 4.000-4.500 calo thức ăn mỗi ngày, mặc dù số lượng cần thiết này tăng trong mùa đông và mang thai, với phần lớn chế độ ăn của nó bao gồm các mặt hàng thực phẩm đào từ mặt đất và các loài thú nhỏ. Acorns và chi Cử luôn luôn là những nguồn thức ăn quan trọng nhất trong vùng ôn đới, vì chúng giàu carbohydrates cần thiết cho sự tích tụ trữ lượng chất béo cần thiết để tồn tại trong giai đoạn nạc. Ở Tây Âu, thức ăn thực vật dưới lòng đất được ưa chuộng bởi heo đực bao gồm cây dương xỉ, thảo mộc liễu, củ, rễ thảo mộc.
Thực phẩm như vậy được ưu tiên vào đầu mùa xuân và mùa hè, nhưng cũng có thể được ăn vào mùa thu và mùa đông trong những vụ mùa beechnut và acorn. Nên thức ăn hoang dã thường xuyên trở nên khan hiếm, lợn đực sẽ ăn vỏ cây và nấm, cũng như khoai tây trồng và các cánh đồng atisô. Rối loạn đất và thức ăn gia súc đã được chứng minh là tạo điều kiện thuận lợi cho các cây xâm lấn. Lợn của các phân loài vittatus ở Vườn quốc gia Ujung Kulon ở Java khác với hầu hết các quần thể khác bởi chế độ ăn chủ yếu của chúng, bao gồm 50 loại trái cây khác nhau, đặc biệt là quả sung, do đó làm cho chúng phân tán hạt giống quan trọng. Lợn rừng có thể ăn nhiều loại thực vật có độc mà không bị bệnh, bao gồm Aconitum, Anemone, Calla, Caltha, Ferula và Pteridium.
Lợn rừng có thể thỉnh thoảng săn mồi những động vật có xương sống nhỏ như nai con sơ sinh, bọ cánh cứng và gà con. Những con lợn sống ở đồng bằng sông Volga và gần một số hồ và sông của Kazakhstan đã được ghi nhận ăn nhiều cá như cá chép và cá rô phi Caspian. Những con lợn trong khu vực trước đây cũng sẽ ăn gà lôi và gà con, chuột xạ hương bị dính bẫy và chuột. Có ít nhất một kỷ lục về một con lợn rừng giết chết và ăn một con khỉ Macaca radiata ở vườn quốc gia Bandipur phía nam Ấn Độ, mặc dù điều này có thể xem là một trường hợp ăn thịt.

### Thiên địch

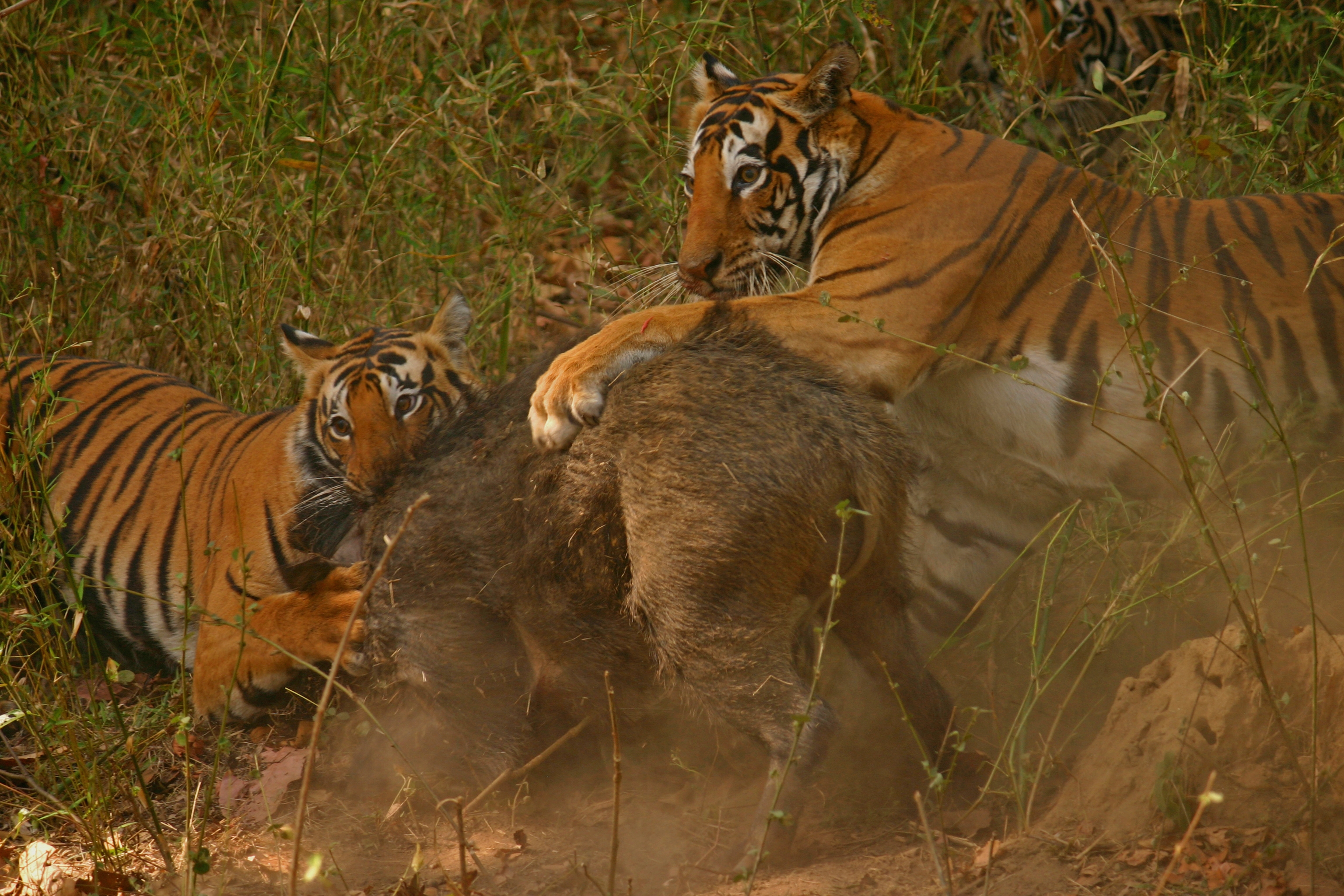
Hai con hổ đang tấn công một con lợn rừng

Sói xám là loài động vật thường xuyên săn đuổi và ăn thịt heo rừng trong suốt phạm vi sinh sống của nó. Một con sói đơn độc có thể giết chết khoảng 50 đến 80 con lợn đực ở các độ tuổi khác nhau trong một năm. Tại Ý và vườn quốc gia Belovezhskaya Pushcha của Belarus, lợn rừng lại chính là con mồi chính của chó sói, mặc dù vẫn có rất nhiều loài móng guốc thay thế, ít mạnh mẽ và nguy hiểm hơn.
Chó sói đặc biệt là mối hiểm nguy của lợn rừng trong mùa đông, khi tuyết rơi cản trở khả năng di chuyển của heo rừng. Ở vùng Baltic, tuyết rơi dày đặc có thể cho phép chó sói dễ dàng săn lợn rừng. Chó sói chủ yếu nhắm vào heo con và các con chưa trưởng thành, và hiếm khi tấn công lợn nái trưởng thành. Những con lợn đực trưởng thành thường bị sói tránh hoàn toàn. Sói đỏ cũng có thể săn heo đực, đến mức khiến số lượng của chúng giảm xuống ở vùng tây bắc Bhutan, mặc dù có nhiều gia súc hơn trong khu vực.
Báo hoa mai là kẻ săn mồi của lợn rừng ở Kavkaz, Transcaucasia, Viễn Đông Nga, Ấn Độ, Trung Quốc, và Iran. Ở hầu hết các khu vực, lợn đực chỉ là một phần nhỏ trong chế độ ăn của báo. Tuy nhiên, trong vườn quốc gia Sarigol của Iran, lợn đực là loài săn mồi được nhắm mục tiêu thường xuyên thứ hai sau cừu Mouflon, mặc dù cá thể trưởng thành thường tránh được sự tấn công của báo, vì chúng nằm trên phạm vi trọng lượng ưa thích của báo là từ 10–40 kg (22–88 lb). Sự phụ thuộc vào lợn rừng này phần lớn là do kích thước lớn của phân loài báo địa phương. 

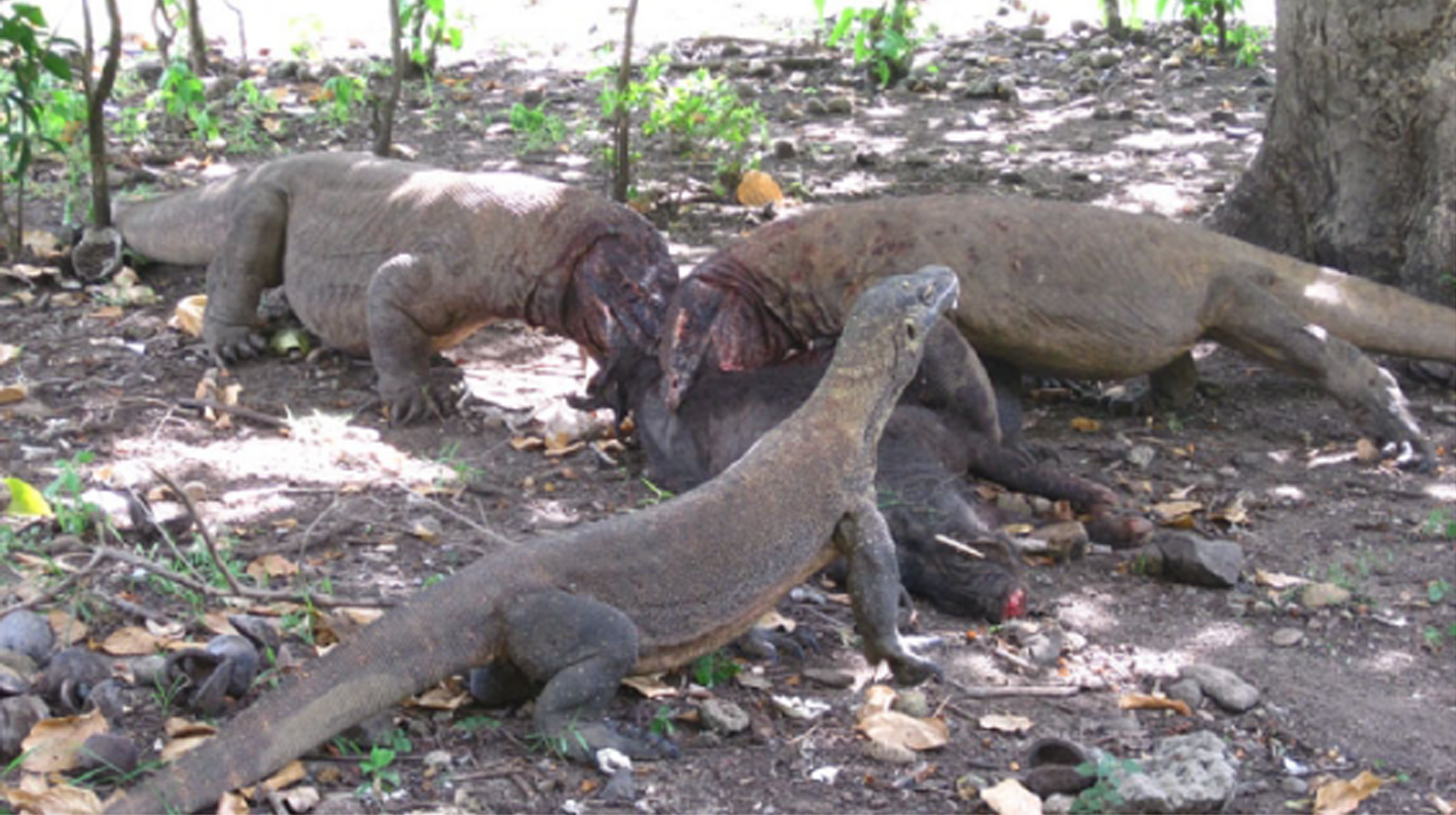
Một đàn rồng Komodo đang ăn một con lợn rừng Malaysia.

Lợn ở mọi lứa tuổi đã từng là con mồi chính của hổ ở Transcaucasia, Kazakhstan, Trung Á và Viễn Đông cho đến cuối thế kỷ 19. Trong thời hiện đại, số lượng hổ quá thấp để có tác động hạn chế đối với quần thể khổng lồ của heo rừng. Với sức mạnh và kích thước lớn của mình, một con hổ nhìn chung đủ sức giết cả đàn lợn rừng. Hổ đã được ghi nhận đuổi theo lợn đực cho khoảng cách xa hơn so với con mồi khác. Trong hai trường hợp hiếm hoi, lợn được báo cáo là đã giết một con hổ nhỏ và một con hổ cái để tự vệ.
Trong khu vực Amur, lợn rừng là một trong hai loài mồi quan trọng nhất đối với hổ cùng với nai Mãn Châu, với hai loài này chiếm khoảng 80% con mồi của hổ. Ở Sikhote-Alin, một con hổ có thể giết 30–34 lợn đực mỗi năm. Các nghiên cứu về hổ ở Ấn Độ chỉ ra rằng lợn đực thường là con mồi ưa thích thứ cấp của hổ, sau cả những loài thuộc họ Hươu nai và họ Trâu bò, mặc dù lợn cũng thường xuyên được hổ nhắm mục tiêu và những con đực khỏe mạnh thường xuyên bị săn hơn là những cá thể non trẻ và bị bệnh.
Những con lợn con dễ bị tấn công từ những loài họ mèo có kích thước trung bình như linh miêu Á-Âu, mèo rừng và các loài báo tuyết và những loài ăn thịt khác như gấu nâu và chồn họng vàng. Trên các đảo Komodo, Rinca và Flores, Indonesia, kẻ thù chính của lợn rừng là rồng Komodo.

## Quan hệ với con người

### Săn lợn rừng

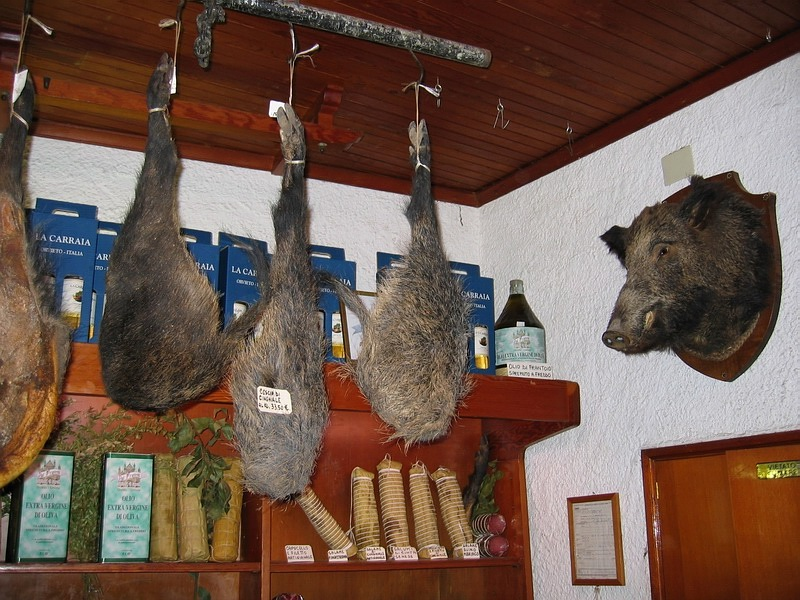
Chiến lợi phẩm heo rừng của một thợ săn bao gồm đùi, mông và đầu của nó, ở Umbria, Ý.

Con người đã săn lùng lợn rừng trong nhiều thiên niên kỷ, với những mô tả nghệ thuật sớm nhất về những hoạt động như vậy kể từ thời kỳ đồ đá cũ. Loài vật này được xem như một nguồn thức ăn trong số những người Hy Lạp cổ đại, cũng như một thách thức thể thao và nguồn gốc của những câu chuyện sử thi. Người La Mã thừa hưởng truyền thống này, với một trong những học viên đầu tiên của nó là Scipio Aemilianus. Săn heo rừng trở nên đặc biệt phổ biến trong giới quý tộc trẻ trong thế kỷ thứ 3 trước Công nguyên khi chuẩn bị cho tuổi trưởng thành và chiến đấu. Một chiến thuật săn heo rừng điển hình bao quanh một khu vực nhất định với lưới lớn, sau đó xả sạch heo rừng với chó và cố định nó bằng lưới nhỏ hơn.
Người La Mã đã lấy cảm hứng từ việc săn heo rừng trong nghệ thuật và điêu khắc của họ. Với sự thăng thiên của Constantine Đại đế, việc săn lùng heo rừng đã diễn ra các chủ đề ngụ ngôn Kitô giáo, với động vật được miêu tả như một "con thú đen" tương tự như con rồng của Saint George. Săn heo rừng tiếp tục sau sự sụp đổ của Đế quốc La Mã phương Tây, mặc dù các bộ tộc người Đức coi hươu đỏ là một mỏ đá cao quý và xứng đáng hơn. Loài quý tộc hậu La Mã săn lùng như người tiền nhiệm của họ đã làm, nhưng chủ yếu là đào tạo cho trận chiến chứ không phải là thể thao.
Nó không phải là không phổ biến cho thợ săn thời trung cổ để cố tình săn lợn trong mùa sinh sản khi các loài động vật đã tích cực hơn. Trong thời kỳ Phục hưng, khi nạn phá rừng và giới thiệu vũ khí làm giảm số lượng heo rừng, săn heo rừng trở thành đặc quyền duy nhất của giới quý tộc, một trong nhiều cáo buộc chống lại người giàu trong cuộc Chiến tranh Nông dân Đức và Cách mạng Pháp. Vào giữa thế kỷ 20, 7.000-8.000 lợn đã bị bắt ở Caucasus, 6.000-7.000 ở Kazakhstan, và khoảng 5.000 ở Trung Á trong thời kỳ Liên Xô, chủ yếu thông qua việc sử dụng chó săn. Ở Nepal, nông dân và những kẻ săn trộm bắt lợn đực bằng cách bóc vỏ quả bột mì có chứa chất nổ với dầu hỏa, với chuyển động nhai của động vật kích hoạt các thiết bị.

### Thịt lợn rừng

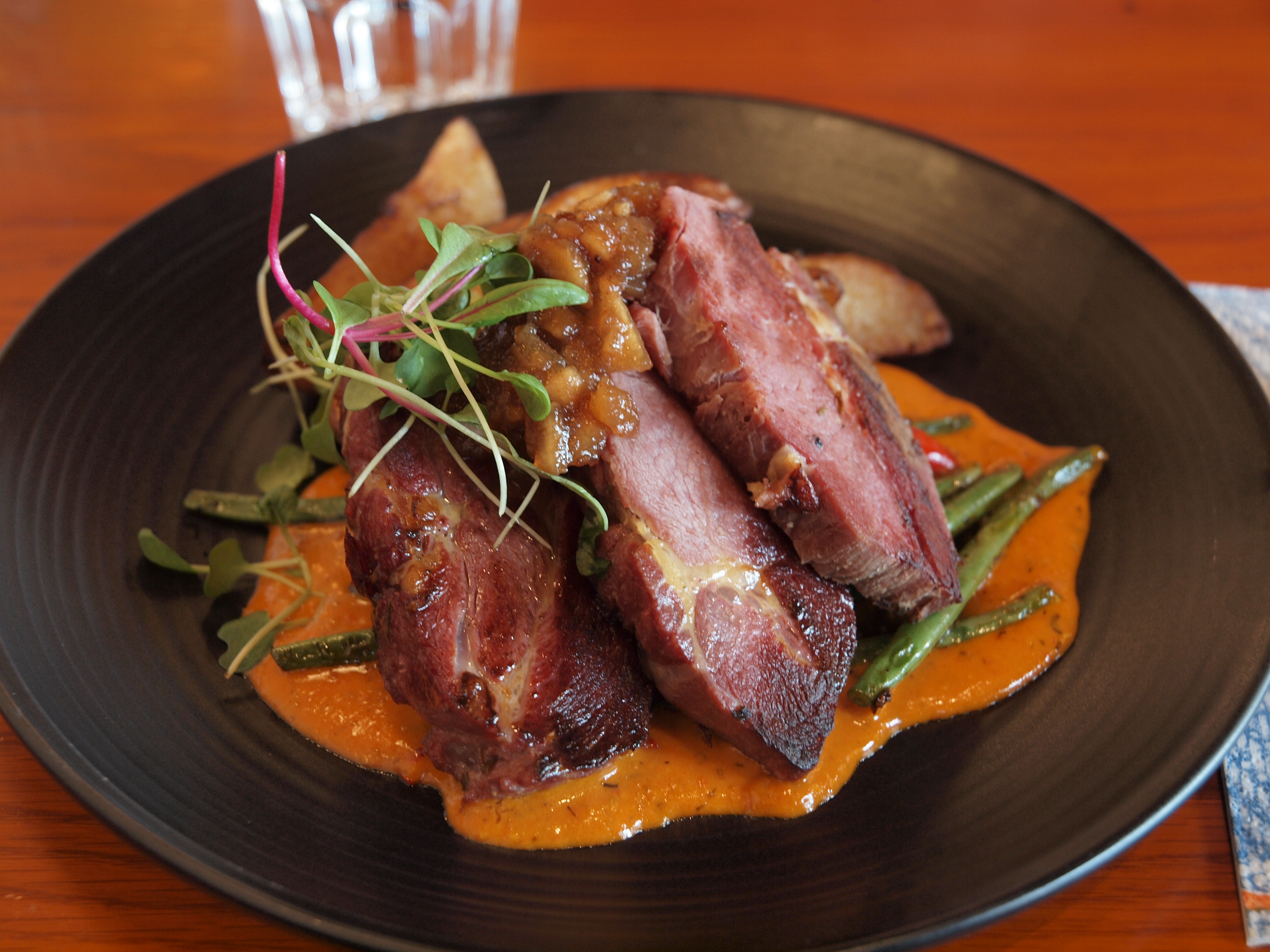
Một đĩa thịt lợn rừng ở Helsinki, Phần Lan.

Heo rừng có thể phát triển mạnh trong điều kiện nuôi nhốt, mặc dù lợn con phát triển chậm và kém nếu không có mẹ. Các sản phẩm có nguồn gốc từ heo rừng bao gồm thịt, ẩn và lông. Apicius dành toàn bộ một chương để nấu thịt lợn, cung cấp mười công thức nấu ăn liên quan đến rang, đun sôi và những gì nước sốt để sử dụng. Người La Mã thường phục vụ thịt lợn với garum. Đầu của heo rừng là trung tâm của hầu hết các lễ kỷ niệm Giáng sinh thời trung cổ trong giới quý tộc.
Mặc dù ngày càng trở nên phổ biến như một nguồn thức ăn nuôi nhốt, heo rừng mất nhiều thời gian để trưởng thành hơn so với hầu hết lợn nhà, và thường nhỏ hơn và sản xuất ít thịt hơn. Tuy nhiên, thịt lợn hoang dã gầy hơn và khỏe mạnh hơn thịt lợn, có giá trị dinh dưỡng cao hơn và có nồng độ amino acid thiết yếu cao hơn nhiều. Hầu hết các tổ chức chế biến thịt đều đồng ý rằng một thân thịt lợn phải được sản xuất trung bình 50 kg thịt (110 lb). Các cá thể lớn có thể thu được 15–20 kg (33-44 lb) chất béo, với một số cá thể khổng lồ có năng suất 30 kg (66 lb) trở lên. Một con lợn rừng có thể đo 300 dm2, và có thể mang lại 350–1000 gam lông và 400 gram chất lót.

### Sự phá hoại

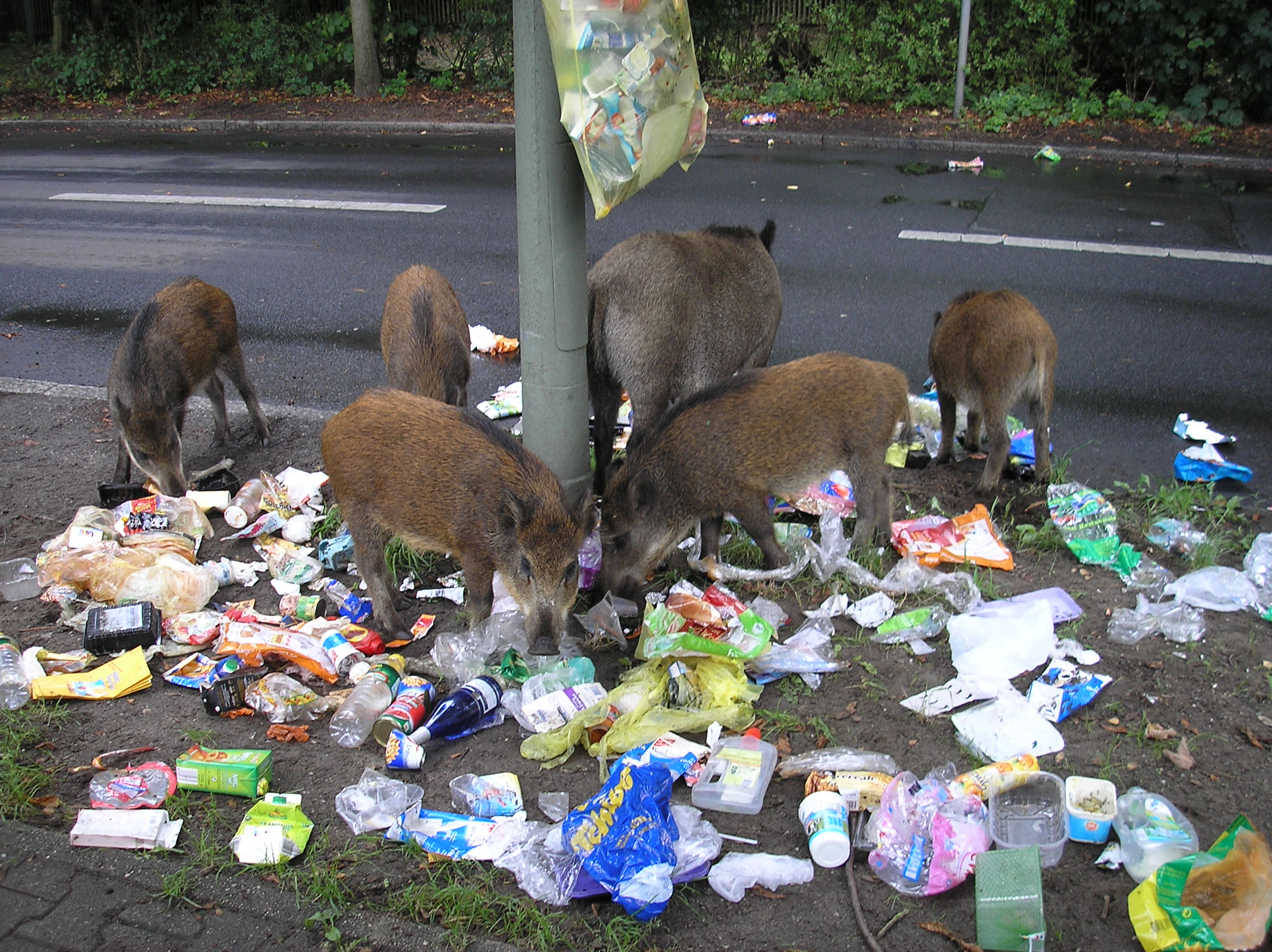
Một đàn lợn đang đào bới một thùng rác ở Berlin.

Heo rừng có thể gây hại cho nông nghiệp. Quần thể sống ở vùng ngoại ô của các thị trấn hoặc trang trại có thể đào khoai tây và làm hỏng dưa hấu và ngô. Chúng thường chỉ lấn chiếm các trang trại khi thức ăn tự nhiên khan hiếm. Ví dụ, trong rừng Belovezh, 34-47% dân số heo rừng địa phương sẽ vào các cánh đồng trong những năm có sẵn thực phẩm tự nhiên vừa phải. Trong khi vai trò của lợn trong các vụ mùa gây tổn hại thường được phóng đại, trường hợp được biết đến về nạn đói heo rừng gây ra nạn đói, như trường hợp ở Hachinohe, Nhật Bản năm 1749, nơi 3.000 người chết vì cái được gọi là "nạn đói hoang dã". Tuy nhiên, trong văn hóa Nhật Bản, tình trạng của lợn rừng là loài sâu bọ được thể hiện thông qua danh hiệu của nó như là "vua của sâu bệnh" và câu nói phổ biến (dành cho thanh niên ở vùng nông thôn) "Khi kết hôn, hãy chọn một nơi không có lợn rừng."
Ở Trung Âu, nông dân thường đẩy lùi heo rừng thông qua những cách làm chúng xao lãng hoặc sợ hãi mà bỏ đi, trong khi ở Kazakhstan, người ta thường sử dụng chó bảo vệ trong rừng trồng. Mặc dù quần thể heo rừng lớn có thể đóng một vai trò quan trọng trong việc hạn chế tăng trưởng rừng, chúng cũng hữu ích trong việc giữ cho các quần thể sâu bệnh như các con bọ mùa hè được kiểm soát. Sự tăng trưởng của khu vực thành thị và sự suy giảm tương ứng trong môi trường sống của lợn rừng tự nhiên đã dẫn đến một số đàn lợn xâm nhập như thói quen vào chỗ ở của con người để tìm kiếm thức ăn. Như trong điều kiện tự nhiên, đàn ở các khu vực thành thị là theo chế độ mẫu hệ, mặc dù con đực có xu hướng ít đại diện hơn, và cá thể trưởng thành của cả hai giới có thể nặng tới 35% so với các cá thể sống trong rừng của chúng. Tính đến năm 2010, có ít nhất 44 thành phố ở 15 quốc gia đã trải qua các vấn đề liên quan đến sự hiện diện của lợn rừng.

### Tấn công con người
Các cuộc tấn công thực tế trên con người là rất hiếm, nhưng có thể nghiêm trọng, dẫn đến nhiều thương tổn thâm nhập vào phần dưới của cơ thể. Chúng thường xảy ra trong mùa giao phối của lợn rừng từ tháng 11 đến tháng 1, ở các khu vực nông nghiệp giáp với rừng hoặc trên những con đường dẫn qua rừng. Con vật giai đoạn này thường rất hiếu chiến và dễ bị kích động. Chúng thường tấn công bằng cách húc trực diện và chĩa hai răng nanh của nó vào nạn nhân, với hầu hết các chấn thương xảy ra trên vùng đùi. Khi cuộc tấn công ban đầu kết thúc, heo rừng có thể lùi lại và bỏ đi nhưng sẽ tấn công lần nữa nếu thấy nạn nhân vẫn đang cử động, chỉ kết thúc khi nạn nhân hoàn toàn bất động.
Các cuộc tấn công heo rừng trên người đã được ghi nhận từ thời kỳ đồ đá, với một trong những mô tả lâu đời nhất là một bức tranh hang động ở Bhimbetaka, Ấn Độ. Người La Mã và người Hy Lạp cổ đại đã viết về những cuộc tấn công này (Odysseus bị một con lợn bị thương tấn công, và Adonis bị giết bởi một con). Một nghiên cứu năm 2012 biên soạn các cuộc tấn công ghi nhận từ 1825–2012 đã tìm thấy 665 nạn nhân của cả lợn rừng và lợn hoang, với phần lớn (19%) các vụ tấn công trong phạm vi tự nhiên của động vật xảy ra ở Ấn Độ. Hầu hết các cuộc tấn công xảy ra ở các vùng nông thôn trong những tháng mùa đông trong các bối cảnh đàn lợn không bị đe dọa săn bắn.

## Hình ảnh

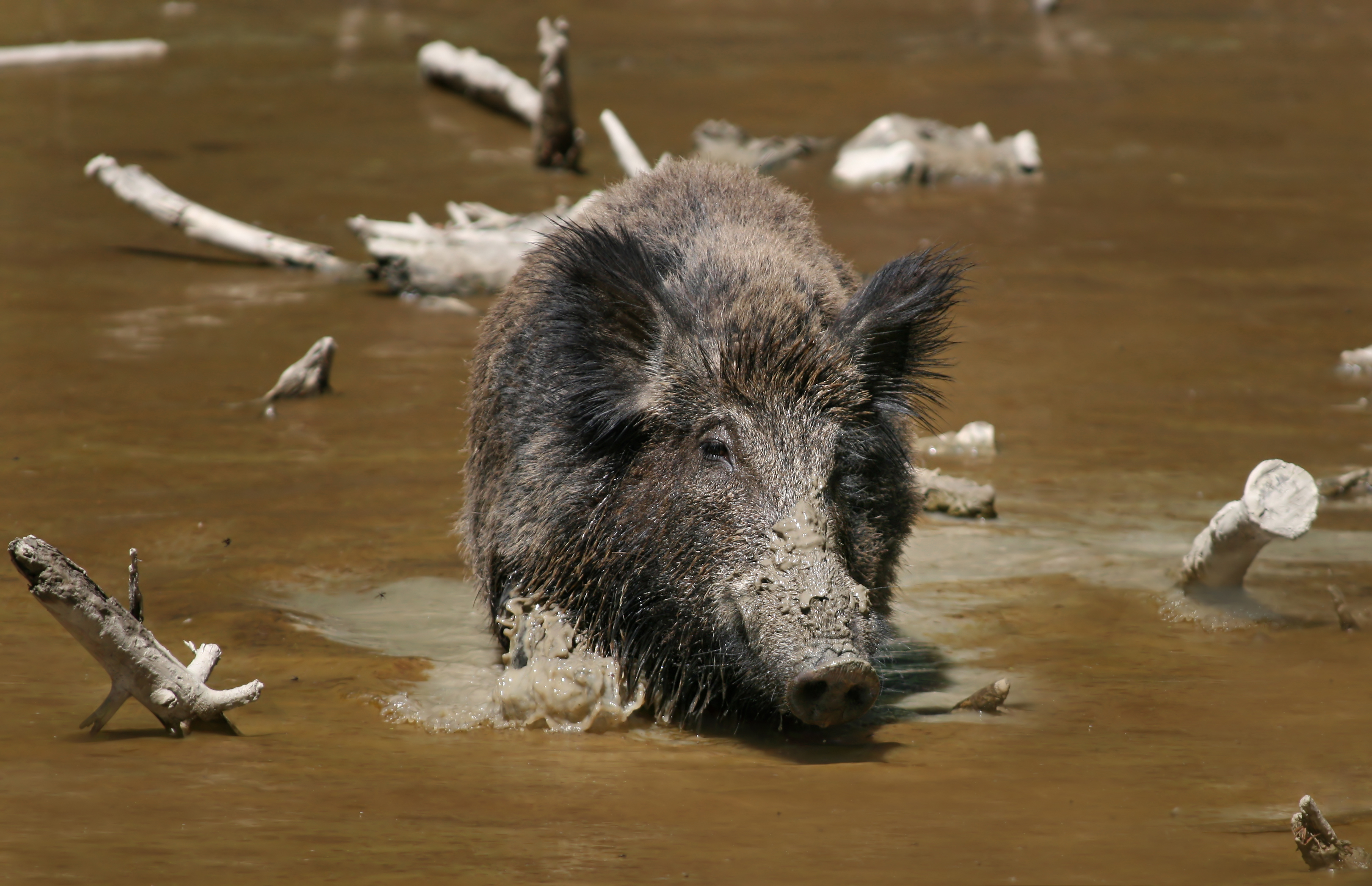
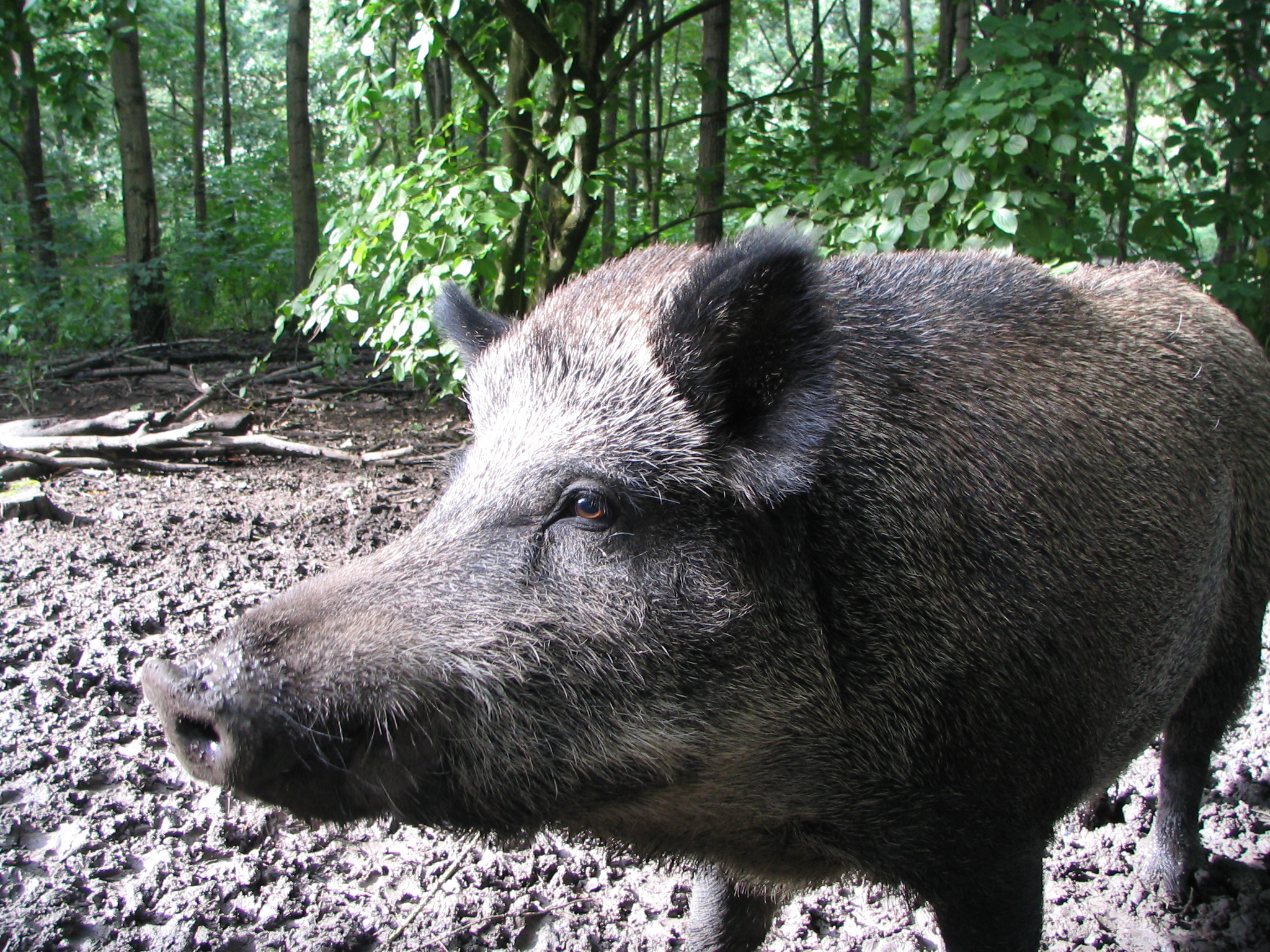
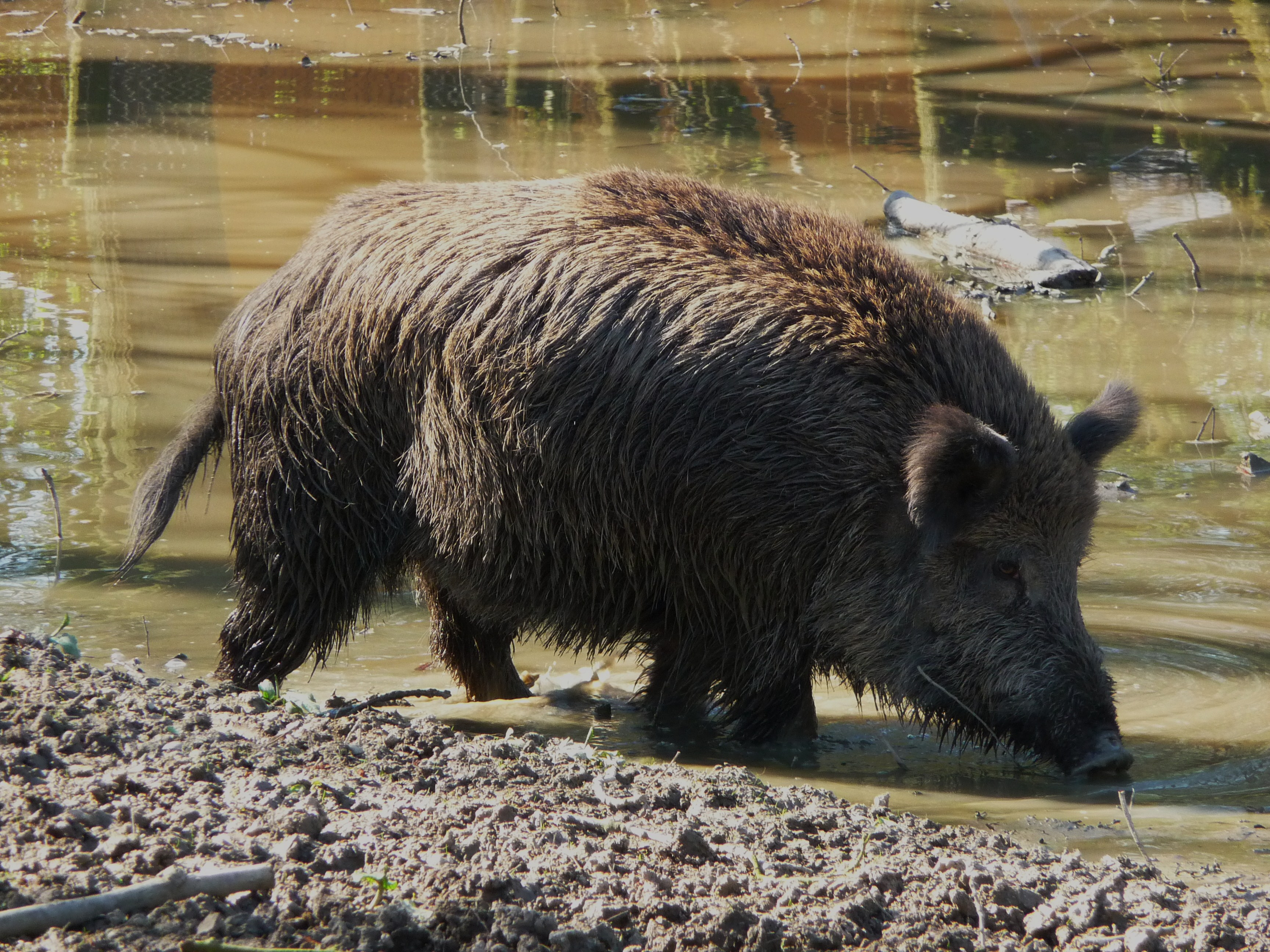
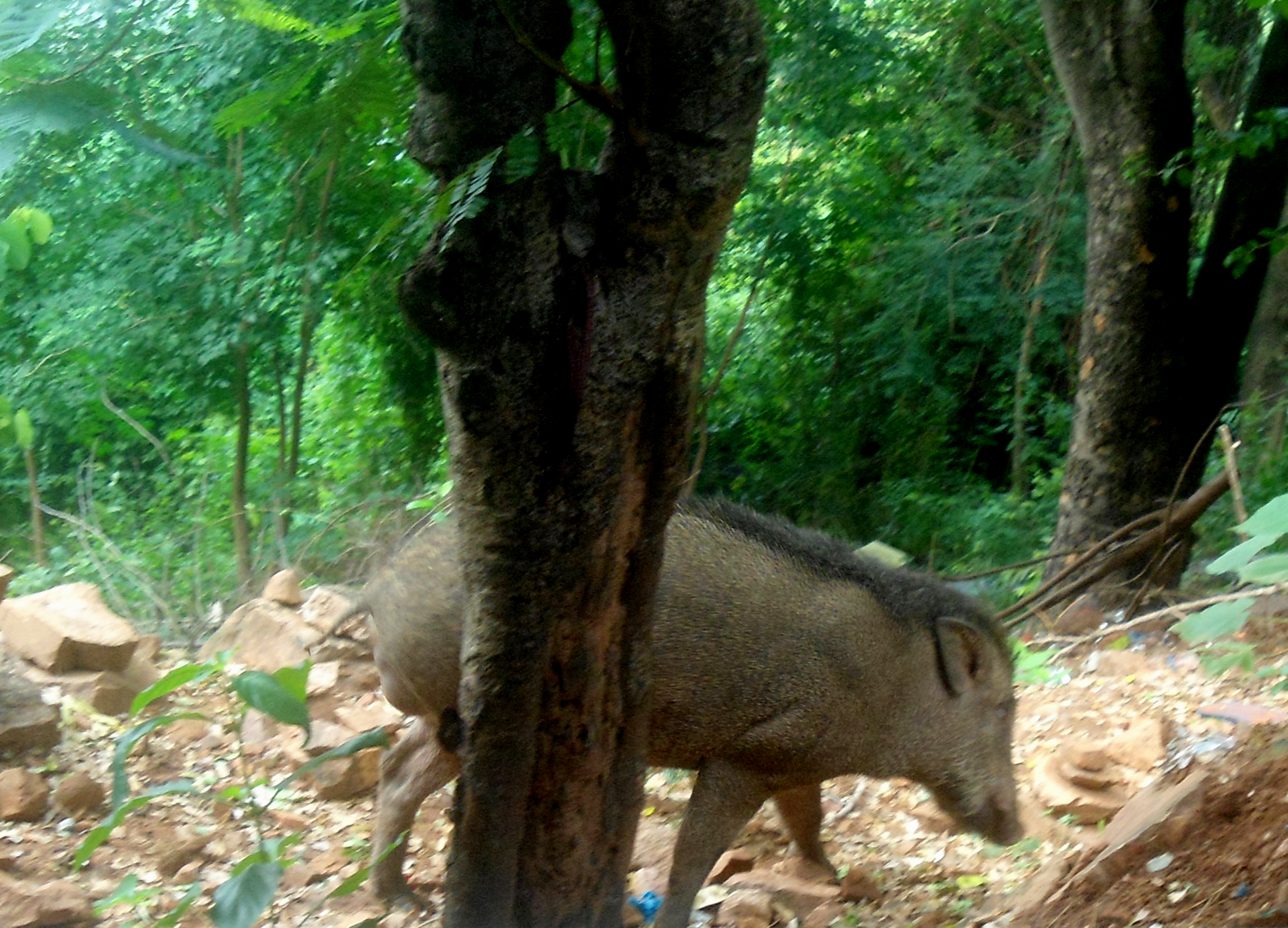
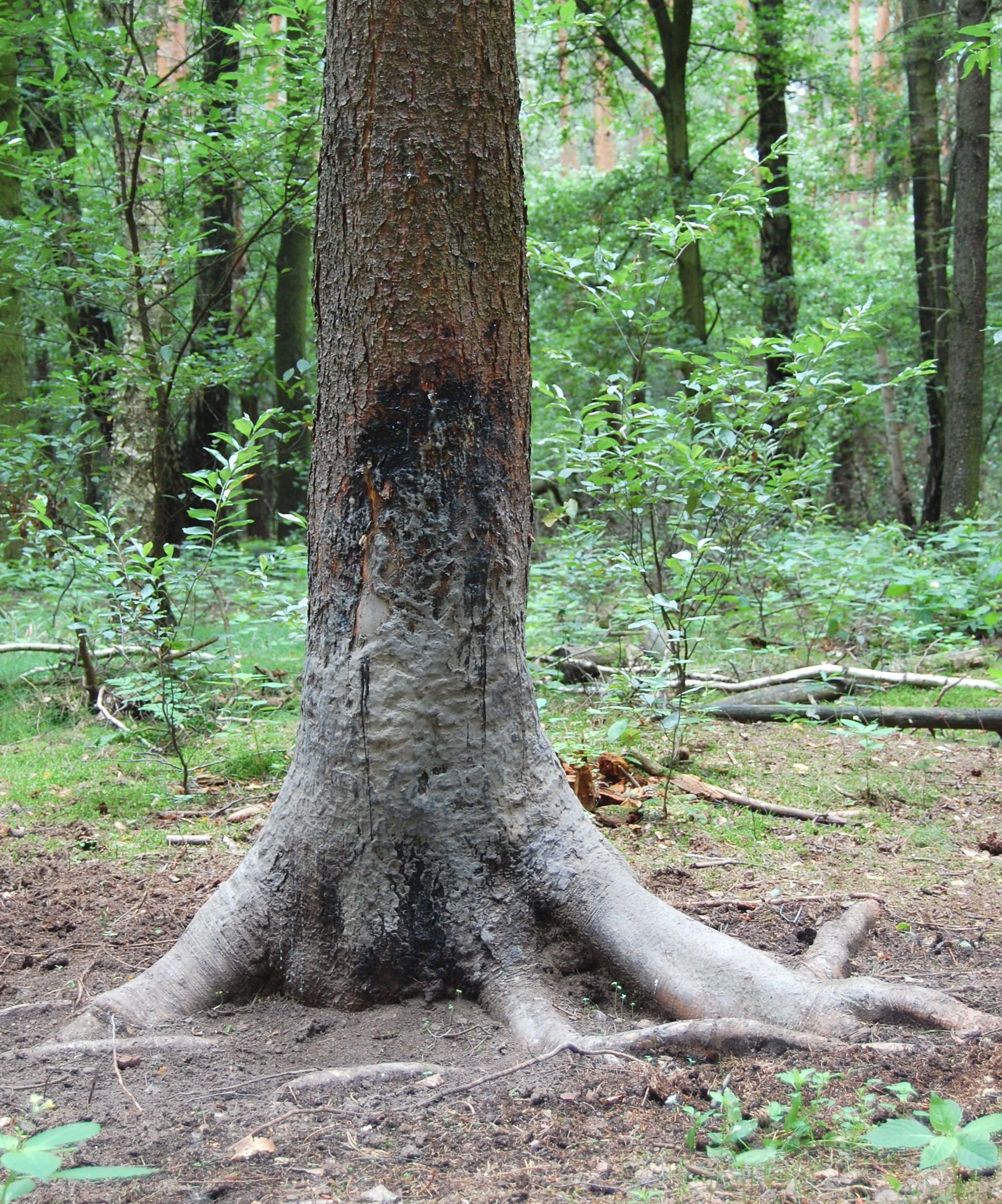
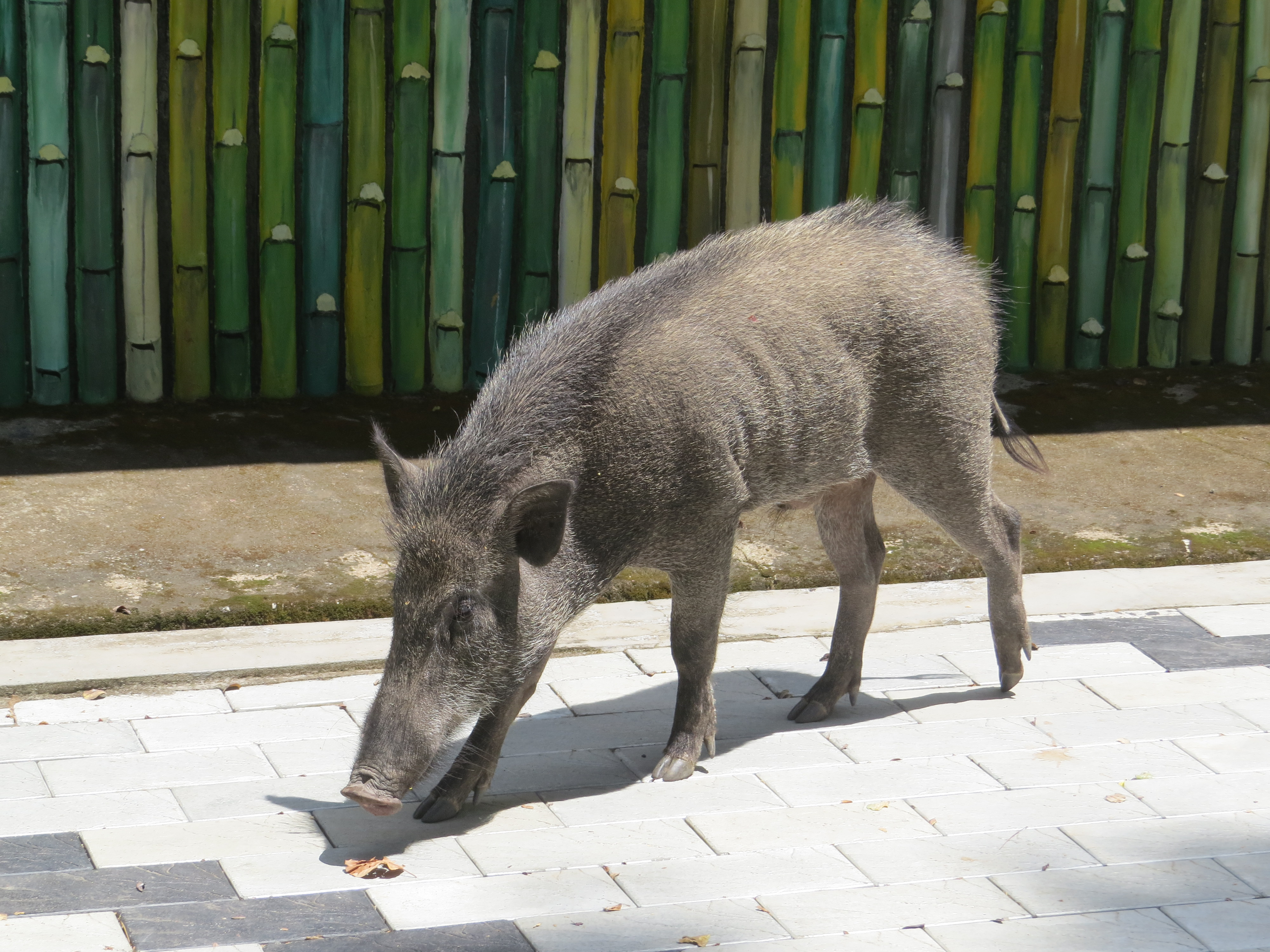
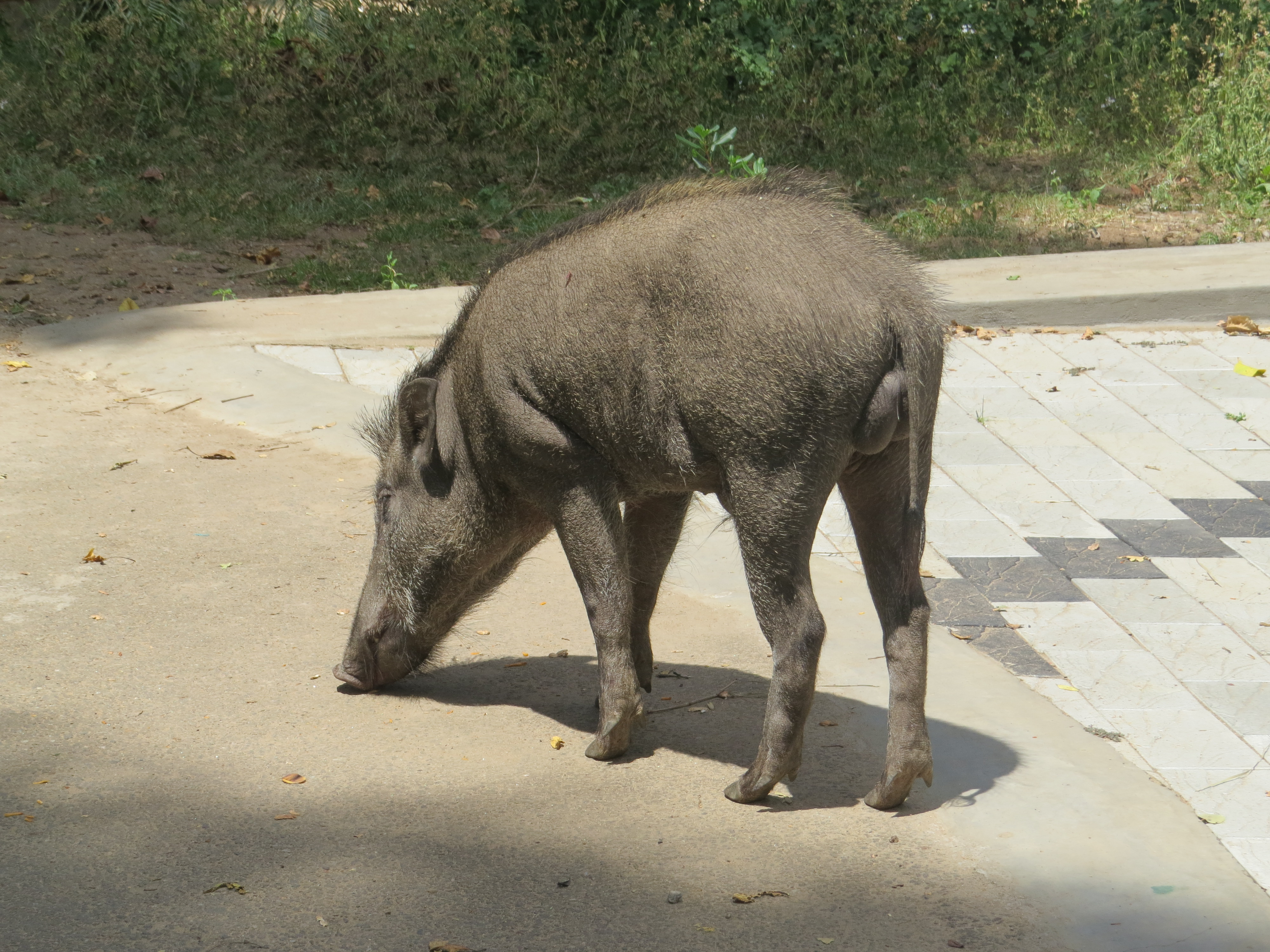
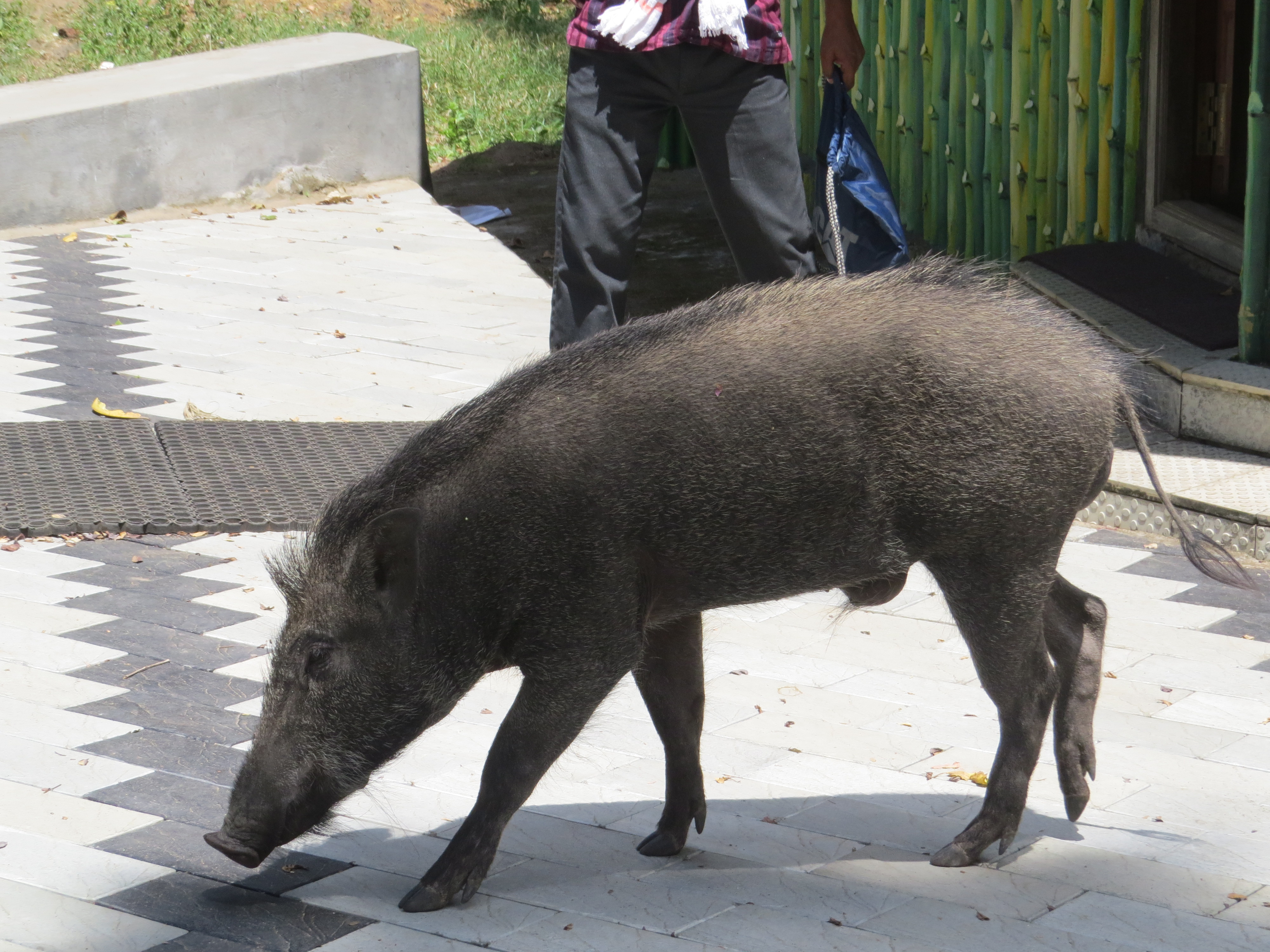
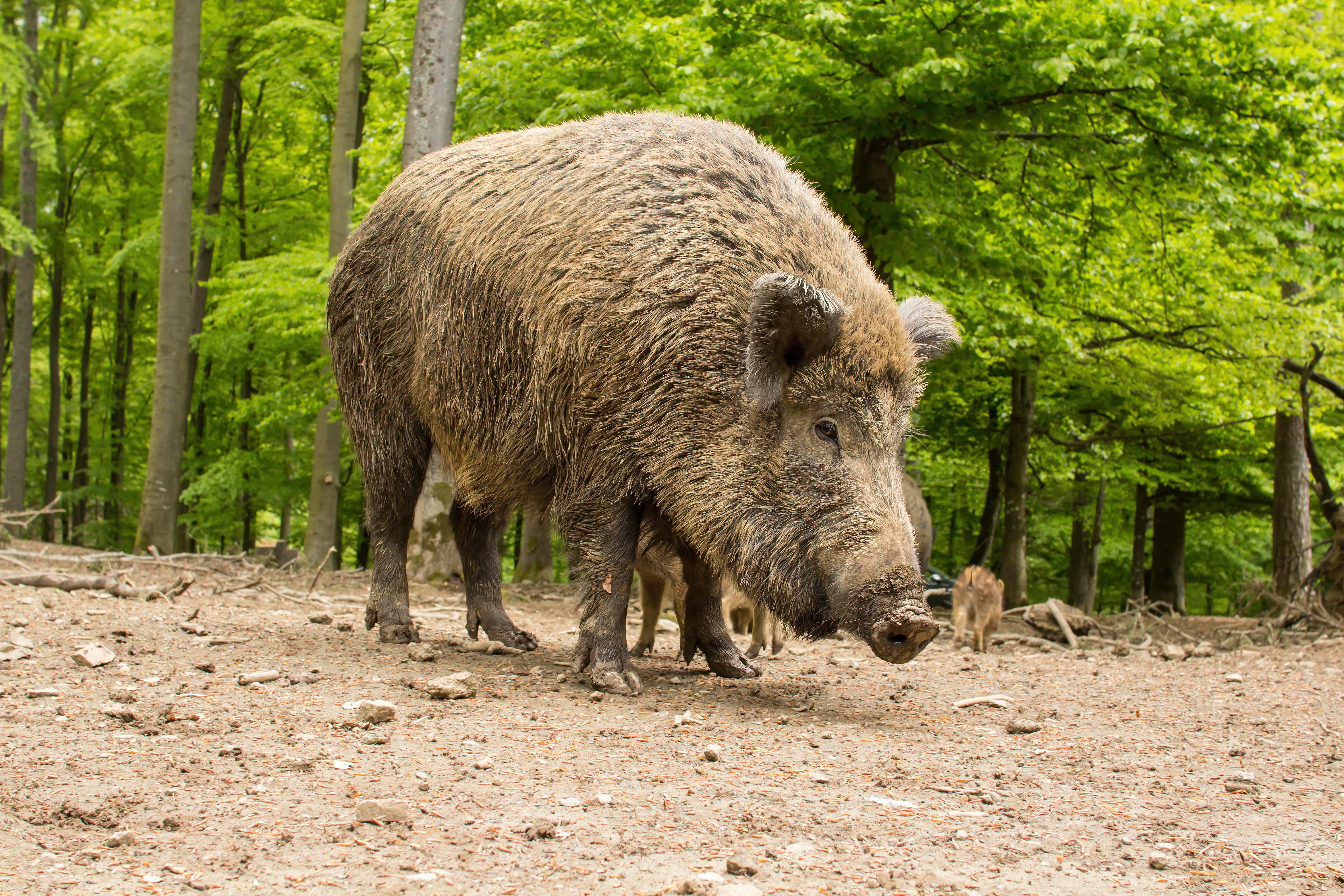
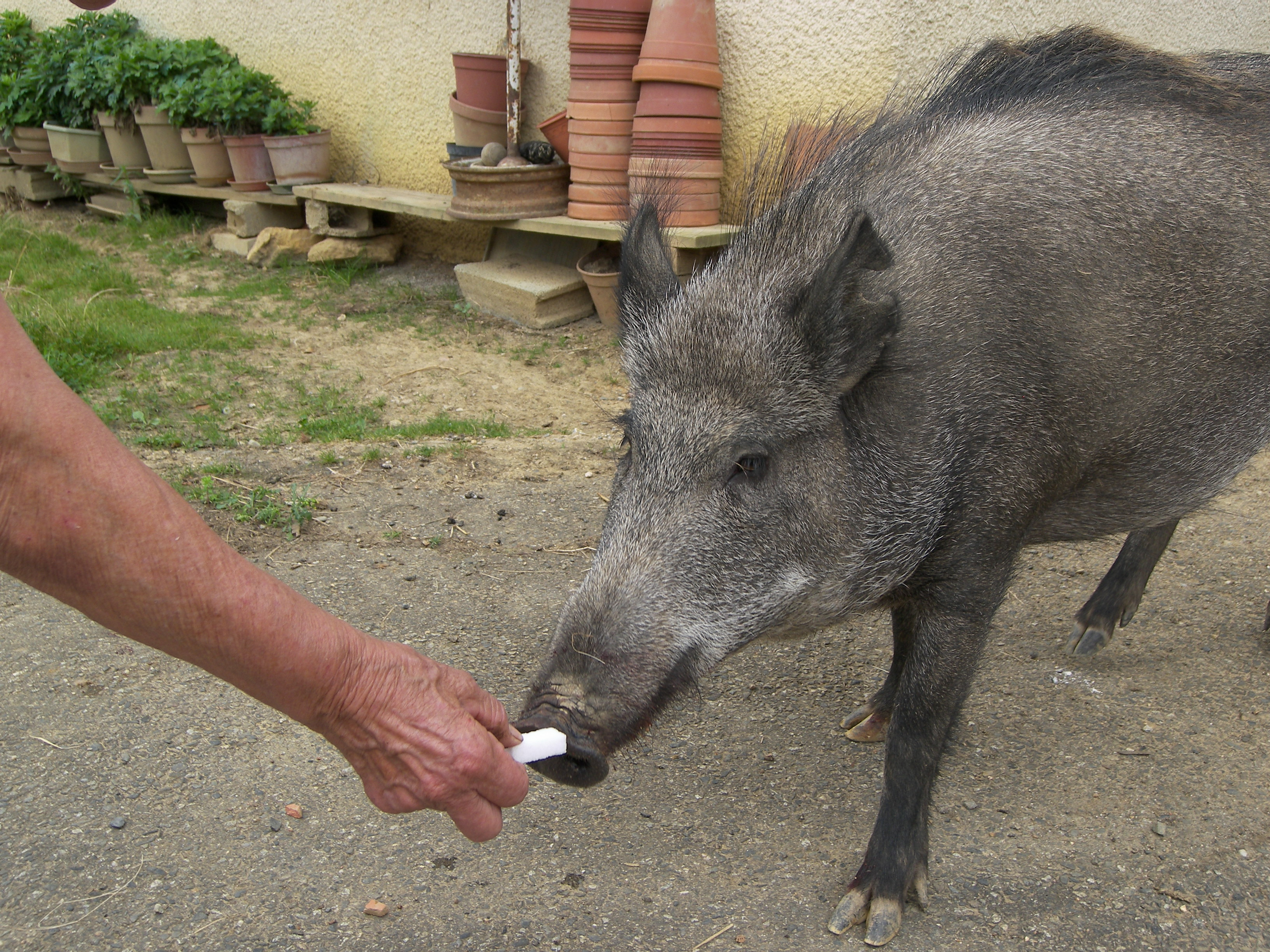
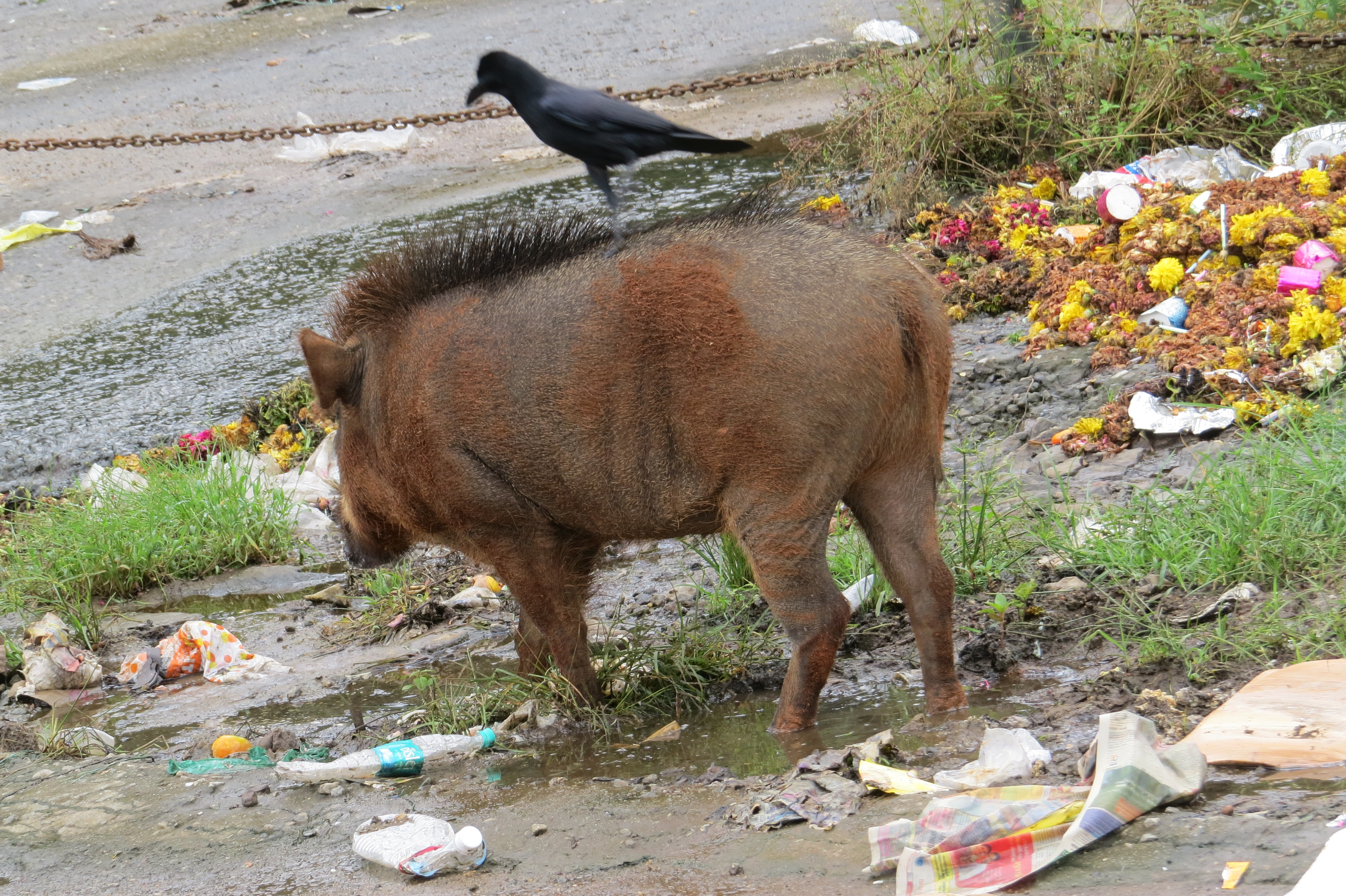